# Kosmoceratops
Kosmoceratops (do grego antigo "rosto com chifre cósmico") foi um ceratopsiano herbívoro, quadrúpede que teria vivido no Cretáceo há cerca de 76-75.9 milhões de anos no estado de Utah, Estados Unidos. A espécie-tipo é denominada  Kosmoceratops richardsoni e foi nomeada por Scott ‬D. ‬Sampson et. al em 2010.
Media cerca de 4,5 metros de comprimento, e pesava 1,2 toneladas. Apesar do tamanho diminuto, não era um centrossauríneo, sendo um dos menores dinossauros da subfamília Chasmosaurinae. Originalmente foi sugerido que Kosmoceratops fosse intimamente relacionado ao Vagaceratops, mas isso tem sido debatido, com alguns autores considerando este último mais próximo do Chasmosaurus. O Kosmoceratops também é considerado intimamente relacionado ao Spiclypeus, que tinha um folho semelhante.
Estudos de histologia óssea mostram que o Kosmoceratops crescia rapidamente e tinha um metabolismo elevado, semelhante ao de aves e mamíferos modernos. Os dentes dos ceratopsídeos eram adaptados ao processamento de plantas fibrosas; coprólitos (esterco fossilizado) da Formação Kaiparowits, que contêm madeira, podem ter sido produzidos por ceratopsídeos. As funções de reconhecimento dos folhos e chifres dos ceratopsídeos têm sido debatidas e incluem exibição, combate e identificação de espécies.

## Descoberta

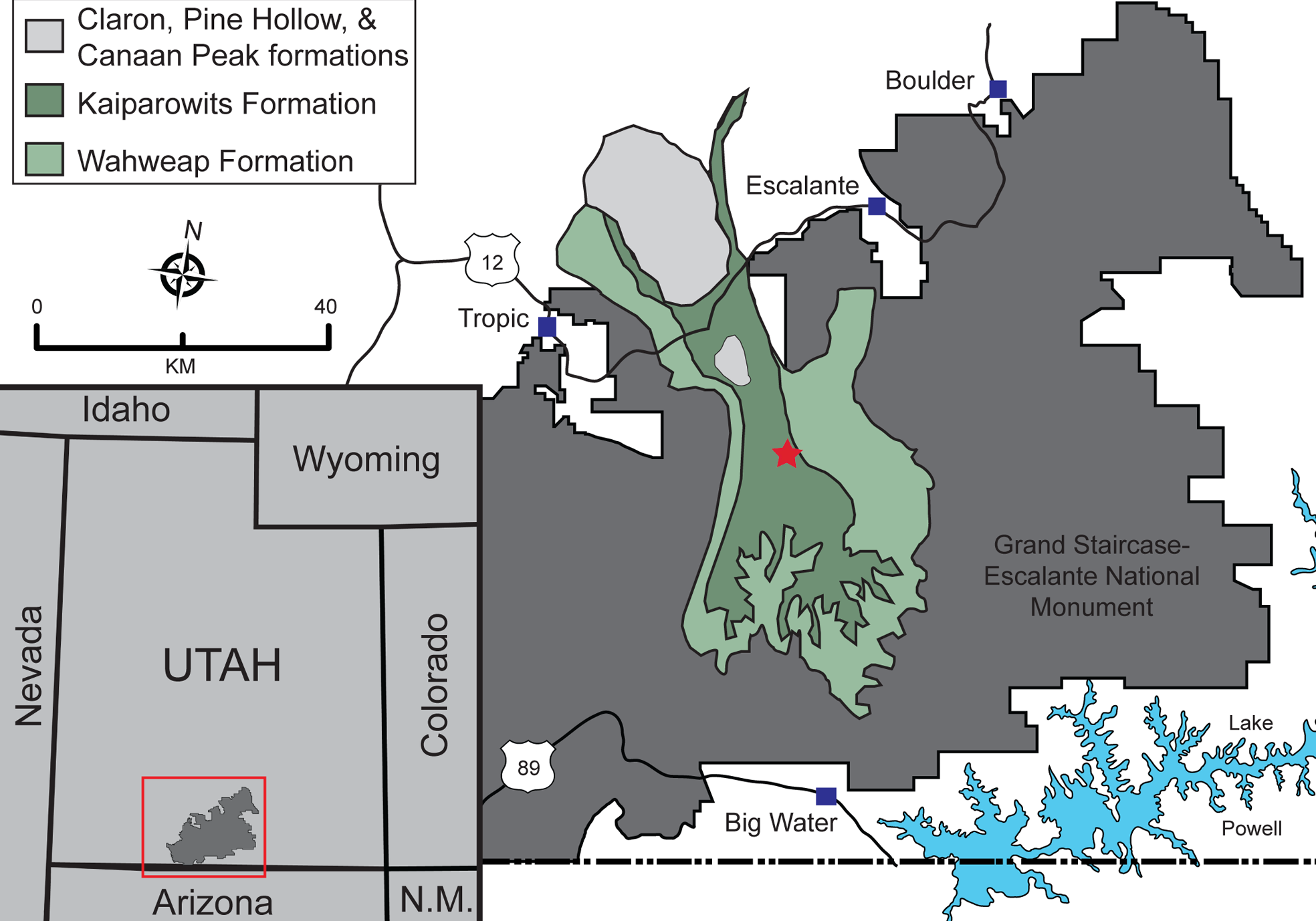
Mapa de onde espécimes de Kosmoceratops (★) foram encontrados na Formação Kaiparowits (verde escuro)

Desde 2000, o Museu de História Natural de Utah (UMNH) e o Departamento de Administração de Terras realizam levantamentos paleontológicos da Formação Kaiparowits no Monumento Nacional Grand Staircase-Escalante (GSENM), no sul de Utah. Este monumento nacional foi estabelecido em 1996, em parte para a preservação e o estudo de seus fósseis, e os levantamentos realizados no local resultaram em uma ampla gama de fósseis únicos de dinossauros. Equipes de campo de outras instituições também participaram, e o esforço colaborativo foi denominado Projeto da Bacia de Kaiparowits. Entre as descobertas feitas estavam três novos táxons de ceratopsianos (dinossauros com chifres), um dos quais foi identificado em duas localidades (UMNH Localidade VP 890 e 951) descobertas pelo membro voluntário da equipe de campo Scott Richardson durante as temporadas de campo de 2006 e 2007. Foi preliminarmente referido como "novo táxon A de Kaiparowits" e identificado como um ceratopsídeo casmossauríneo em um livro de 2010. Antes deste projeto, os únicos restos de ceratopsianos encontrados na formação eram dentes isolados e não informativos. Os fósseis escavados foram transportados para o UMNH, onde os blocos foram preparados por voluntários com escribas pneumáticos e agulhas e posteriormente remontados.
Em 2010, o paleontólogo Scott D. Sampson e colegas nomearam o novo gênero e espécie Kosmoceratops richardsoni, sendo o espécime UMNH VP 17000 (da Localidade VP 890) o holótipo. O nome genérico deriva do grego antigo kosmos, que significa "ornamentado", e ceratops, que significa "rosto com chifres". O nome específico homenageia Richardson, que encontrou o holótipo e muitos outros fósseis no GSENM. O nome completo pode ser traduzido como "rosto com chifres ornamentado de Richardson". O holótipo inclui um crânio adulto quase completo, sem o osso predentário (o osso mais frontal da mandíbula inferior) e uma pequena parte do lado esquerdo da face e do focinho do pescoço (partes dos ossos jugal, esquamosal e parietal), e o focinho é curvado para a direita devido à distorção post-mortem (após a morte). Uma porção considerável do esqueleto axial (como vértebras e costelas) foi encontrada associada ao crânio, bem como parte da cintura pélvica e um membro. Acreditava-se que 45% do esqueleto pós-craniano estivesse preservado, a maior parte do qual ainda estava em preparação em 2010. Os espécimes atribuídos incluem UMNH VP 16878, um crânio desarticulado de um subadulto (entre juvenil e adulto) com cerca de metade do tamanho do adulto, sem os ossos pré-maxilar, rostral e predentário, e o espécime UMNH VP 21339, um subadulto ou adulto desarticulado. Ao todo, quatro espécimes foram encontrados..

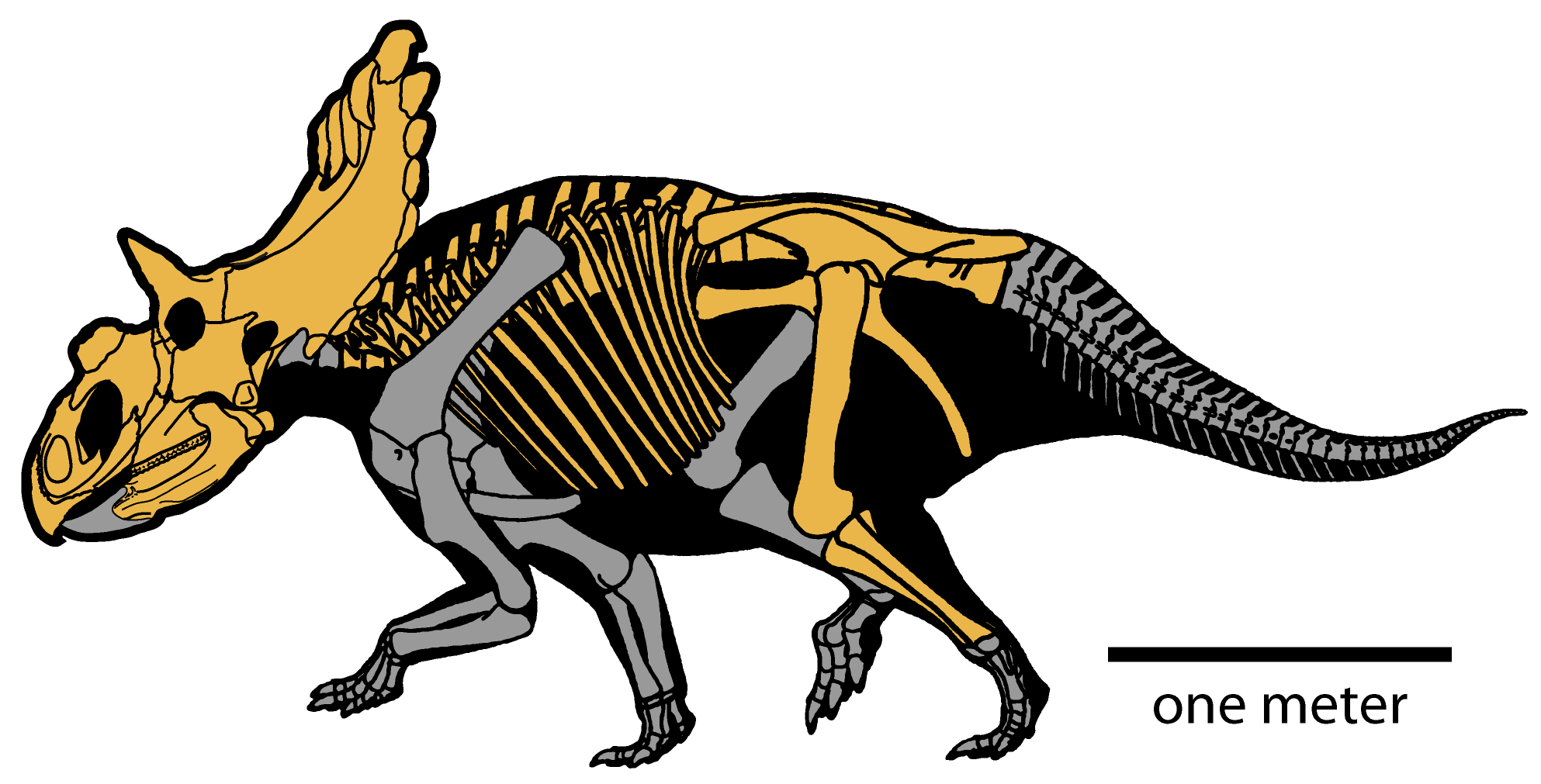
Diagrama esquelético mostrando elementos conhecidos em laranja

Os descritores de Kosmoceratops nomearam os novos gêneros de casmossauríneos Utahceratops (também da Formação Kaiparowits) e Vagaceratops (da Formação Dinosaur Park, cuja única espécie, C. irvinensis, foi anteriormente colocada em Chasmosaurus) no mesmo artigo. Esses gêneros, que foram considerados incomuns em comparação com os membros típicos de seu grupo, fizeram parte de uma onda de descobertas de ceratopsianos no início do século XXI, quando muitos novos táxons foram nomeados (um estudo de 2013 afirmou que metade de todos os gêneros válidos foram nomeados desde 2003, e a década foi chamada de "renascimento dos ceratopsídeos"). O foco principal do artigo de Sampson e colegas foi como esses três gêneros de ceratopsianos forneceram novas evidências para reconstruir a paleobiogeografia de seu tempo e lugar. Em um comunicado de imprensa de 2010 anunciando o estudo, Sampson descreveu o Kosmoceratops como "um dos animais mais incríveis conhecidos, com um enorme crânio decorado com uma variedade de sinos e apitos ósseos", e considerou o GSENM "um dos últimos grandes cemitérios de dinossauros em grande parte inexplorados do país".

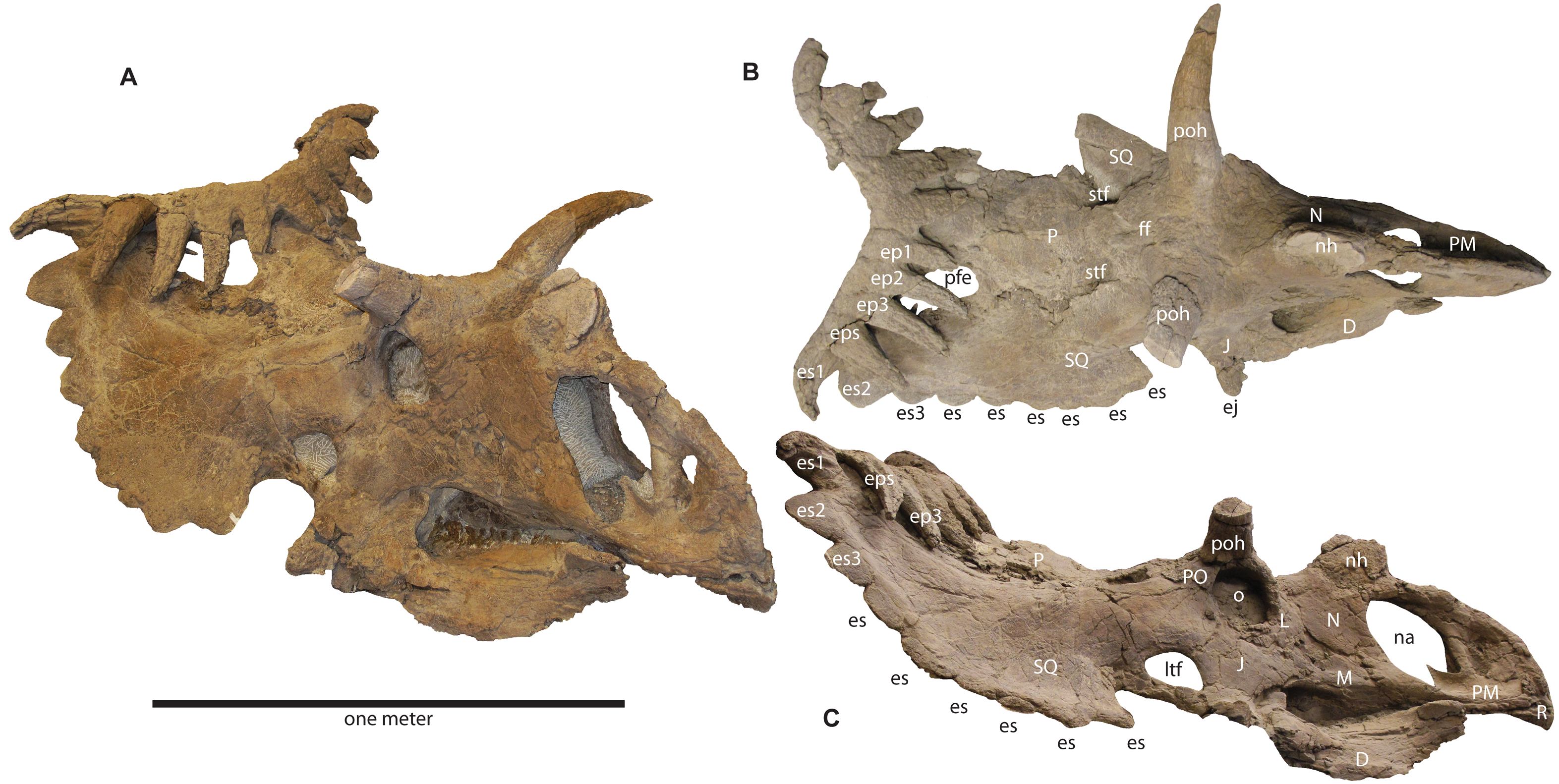
Crânio holótipo mostrado em vistas oblíquas, superiores e laterais direitas

Em 2017, o governo dos EUA anunciou planos para reduzir o GSENM (para pouco mais da metade de seu tamanho) e os monumentos Bears Ears para permitir a mineração de carvão e outros desenvolvimentos energéticos na terra, o que foi a maior redução de monumentos nacionais dos EUA na história. Sampson, que supervisionou grande parte da pesquisa inicial no antigo monumento, expressou medo de que tal movimento ameaçasse novas descobertas. Os meios de comunicação enfatizaram a importância das descobertas fósseis da área - incluindo mais de 25 novos táxons - enquanto alguns destacaram Kosmoceratops como uma das descobertas mais significativas. O governo dos EUA foi posteriormente processado por um grupo de cientistas, ambientalistas e nativos americanos; em 2021, o monumento foi restaurado à sua extensão anterior pela nova administração.
Um crânio parcial (catalogado como CMN 8801) descoberto em 1928 pelo coletor de fósseis Charles M. Sternberg na Formação Dinosaur Park, em Alberta, Canadá, foi atribuído a Chasmosaurus russelli em 1940, mas apenas a Chasmosaurus em 1995, pois a ausência de um focinho impediu que o crânio fosse identificado como uma espécie específica. Em 2014 (e em 2015, em um artigo que não passou na revisão por pares), o paleontólogo Nicholas R. Longrich considerou o crânio semelhante ao Kosmoceratops em características do focinho, mas diferindo no formato da narina e do corno nasal. Ele, portanto, propôs que se tratava de uma espécie de Kosmoceratops diferente de K. richardsoni e o atribuiu a K. sp. (de espécie incerta). Ele achou prematuro nomear a espécie porque um babado no pescoço geralmente é necessário para diagnosticar uma espécie de ceratopsídeo, e apenas um crânio havia sido descrito até então, dificultando a determinação das características e da amplitude de variação da espécie. Em 2016, o paleontólogo James A. Campbell e colegas não apoiaram a atribuição do espécime CMN 8801 a Kosmoceratops, pois descobriram que as características nas quais isso se baseava eram influenciadas pela tafonomia (mudanças que ocorrem durante a decomposição e fossilização) ou se enquadravam na variação entre os espécimes de Chasmosaurus (embora não o atribuíssem a uma espécie específica do gênero). Em 2020, os paleontólogos Denver W. Fowler e Elizabeth A. Freedman Fowler afirmaram que o CMN 8801 pode ser atribuído de forma mais confiável quando se alcança um melhor entendimento da anatomia na parte frontal dos crânios dos casmossauríneos.

## Descrição

Comparação com o tamanho humano

Kosmoceratops era estimado em quatro metros e meio de comprimento e pesando cerca de 1,2 tonelada. Como ceratopsídeo, era um quadrúpede com um esqueleto fortemente construído, uma grande pelve e uma cauda relativamente curta. Ele tinha longas fileiras de dentes principais que formavam baterias dentais complexas contendo centenas de dentes atrás de um bico sem dentes. O bico pré-maxilar superior de Kosmoceratops era triangular, e o osso anterior era pontiagudo, com uma ponta projetada para frente e para baixo. O núcleo do cifre nasal (a projeção óssea de onde cresceu o chifre nasal) era incomum entre os casmossauríneos por ser semelhante a uma lâmina, com uma base alongada e estreita de um lado a outro e com uma parte superior achatada. O núcleo do chifre nasal era quadrangular em sua forma geral e estava relativamente longe do focinho. O naris (abertura óssea da narina) era diferente dos outros ceratopsídeos por ser alto, relativamente estreito da frente para trás e distintamente em forma de elipse (ao invés de quase circular), com uma inclinação pronunciada para trás. A haste nasal do pré-maxilar (que se estendia da parte inferior da cavidade nasal para o topo) também era inclinada para trás, uma característica também vista em Anchiceratops e Arrhinoceratops, e o processo nasal que se projetava para trás e para cima a partir do pré-maxilar era uma ponta triangular.

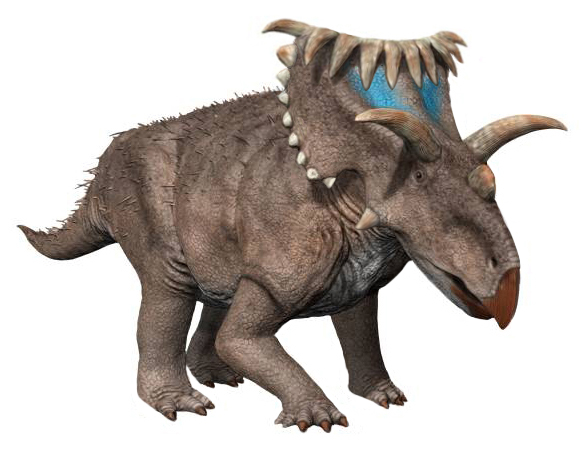
Representação do animal em vida

A região ao redor das órbitas era distinta; enquanto a maioria dos casmossauríneos possuía núcleos córneos supraorbitais (chifres acima dos olhos) orientados para a frente ou para trás, Kosmoceratops e Utahceratops possuíam núcleos córneos orientados para cima e para os lados, superficialmente semelhantes aos do bisão moderno. Comparados aos núcleos córneos curtos e rombudos de Utahceratops, os de Kosmoceratops eram mais alongados e delgados, curvando-se para cima e depois para baixo, terminando em pontas pontiagudas. Bem na frente e no meio das órbitas, o teto do crânio apresentava uma protuberância pronunciada, presente em poucos outros ceratopsídeos, como Diabloceratops. Como era típico de outros casmossauríneos além de Chasmosaurus, ele possuía ossificações epijugais relativamente grandes ("chifres nas bochechas"). As fenestras temporais laterais (aberturas nas laterais do crânio) eram altas e estreitas.
O folho do pescoço (formado pelos ossos parietal e esquamosal) do Kosmoceratops era muito derivado (ou "avançado"), compartilhando várias características apenas com o Vagaceratops. Isso incluía o fato de o folho ser curto da frente para trás, com pequenas fenestras parietais (aberturas através do folho) posicionadas bem para trás, e a presença de dez epiossificações em forma de gancho (as ossificações acessórias que formavam os chifres e revestiam as margens dos folhos do pescoço em ceratopsídeos) na margem posterior do folho. O folho do Kosmoceratops era mais extremo do que o do Vagaceratops; sua largura era cerca do dobro do seu comprimento (medido na superfície do osso), com as fenestras parietais sendo muito menores e posicionadas mais para trás, e apresentava epiossificações mais alongadas e distintas na margem posterior do folho. Embora os casmossauríneos tenham sido tradicionalmente considerados os ceratopsídeos de "folhos longos", o Kosmoceratops tinha o folho mais curto em relação à sua largura entre os casmossauríneos e as menores fenestras parietais em relação à área total do folho entre todos os ceratopsídeos. Os ossos esquamosais do Kosmoceratops eram fortemente curvados em vista lateral, e suas margens laterais eram paralelas em vista superior. Os ossos parietais não se projetavam além dos esquamosais e tinham margens posteriores em forma de V, com emarginação (uma série de entalhes) abrangendo toda a sua largura.

## Classificação

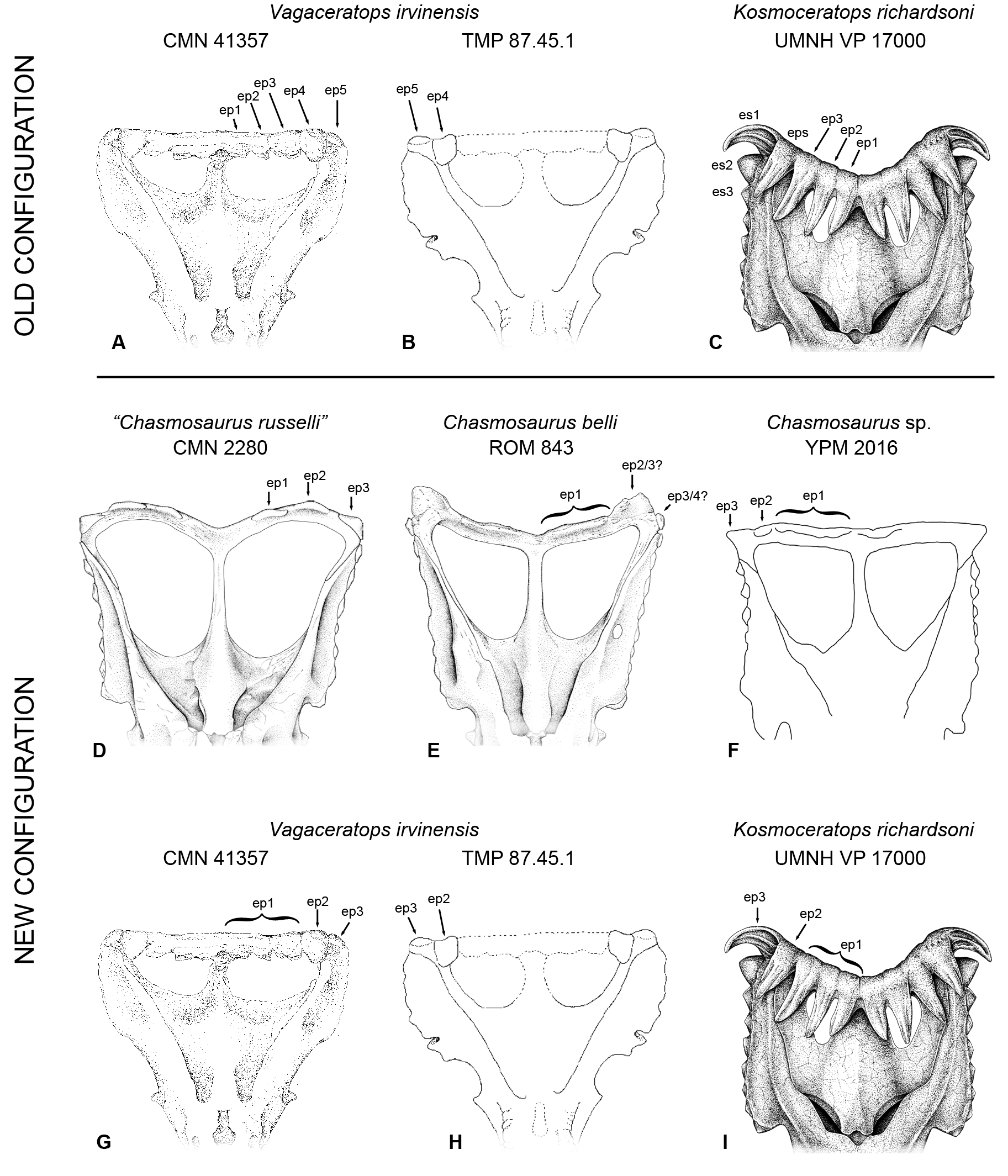
Sistema de numeração de epiossificação usado para Kosmoceratops (à direita, sombreado) e seus parentes por Sampson e colegas, 2010, acima, e o de Fowler & Fowler, 2020, abaixo, o que levou a diferentes interpretações sobre suas relações evolutivas

Dois clados (grupos que consistem em todos os táxons que compartilham um ancestral comum) de dinossauros ceratopsídeos — Centrosaurinae e Chasmosaurinae — são reconhecidos principalmente com base na ornamentação elaborada de seus tetos cranianos. Em 2010, Sampson e colegas classificaram Kosmoceratops neste último grupo devido à pré-maxila possuir um suporte narial e um processo triangular, bem como a presença de um osso esquamosal alongado. Sua análise filogenética descobriu que Kosmoceratops é o táxon irmão de Vagaceratops, em um clado agrupado com casmossauríneos derivados dos estágios finais do Campaniano e Maastrichtiano do Cretáceo Superior, incluindo Triceratops, mas não intimamente relacionado ao Chasmosaurus mais basal (ou "primitivo"). Em 2011, o paleontólogo Jordan C. Mallon e colegas também encontraram suporte para o clado contendo Kosmoceratops e Vagaceratops, assim como os paleontólogos Steven L. Wick e Thomas M. Lehman em 2013.
Em 2011 e 2014, Longrich descobriu que a única espécie de Vagaceratops foi retida em Chasmosaurus, onde havia sido colocada originalmente (como C. irvinensis), enquanto Kosmoceratops não se agrupava com outros táxons. Em seu artigo de 2015 que falhou na revisão por pares, Longrich argumentou que a semelhança entre os babados do pescoço dos dois era devido à evolução convergente, afirmando que as dez epiossificações na parte de trás do babado de C. irvinensis (ou Vagaceratops, que ele então admitiu que poderia ser um gênero distinto) estavam localizadas nos ossos parietais, mas estavam localizadas nos ossos parietais e esquamosais em Kosmoceratops (Sampson e colegas declararam que elas estavam localizadas nos ossos parietais e esquamosais em ambos). Em uma dissertação de mestrado de 2014, Campbell afirmou que Sampson e colegas identificaram inicialmente todas as dez epissificações na margem posterior do folho do Kosmoceratops adulto como epiparietais, antes de perceberem que apenas seis delas eram epiparietais após examinar o espécime subadulto, onde as suturas entre os ossos parietal e esquamosal eram mais evidentes (as suturas se fundem e se tornam menos aparentes com a idade). Sampson e colegas, portanto, também reinterpretaram o padrão de epissificações no Vagaceratops de forma semelhante, mas Campbell sugeriu que ele tinha quatro ou cinco epiparietais, descobrindo, portanto, que era o táxon irmão do Chasmosaurus em vez do Kosmoceratops. Campbell e colegas também descobriram que o Vagaceratops estava mais intimamente relacionado ao Chasmosaurus do que ao Kosmoceratops em 2016, e em 2019, eles consideraram o V. irvinensis uma espécie de Chasmosaurus.
Em um resumo de conferência de 2011, o paleontólogo Denver W. Fowler e colegas sugeriram que muitos gêneros de ceratopsídeos eram meramente morfos ontogenéticos (ou estágios de crescimento) de outros gêneros e que Kosmoceratops era um estágio imaturo de C. irvinensis (com a ornamentação proeminente do crânio reduzindo com a idade). Em 2015, os paleontólogos Caleb M. Brown e Donald M. Henderson testaram um novo esquema para homologia entre epiossificações em diferentes casmossauríneos (quais destes correspondiam entre si entre os táxons), e descobriram que o clado contendo Kosmoceratops e Vagaceratops era o táxon irmão de todos os outros casmossauríneos, ao contrário de estudos anteriores. Em um livro popular de 2016, o paleontólogo Gregory S. Paul sugeriu que Kosmoceratops e Vagaceratops não eram distintos o suficiente de Chasmosaurus para garantir seu próprio gênero e que suas espécies deveriam ser colocadas nele (ou, alternativamente, que os dois deveriam ser unidos sob Kosmoceratops), ao mesmo tempo em que sinonimizava vários outros gêneros de casmossauríneos com Chasmosaurus. A maioria dos gêneros de ceratopsídeos são geralmente considerados monotípicos (contendo uma única espécie).

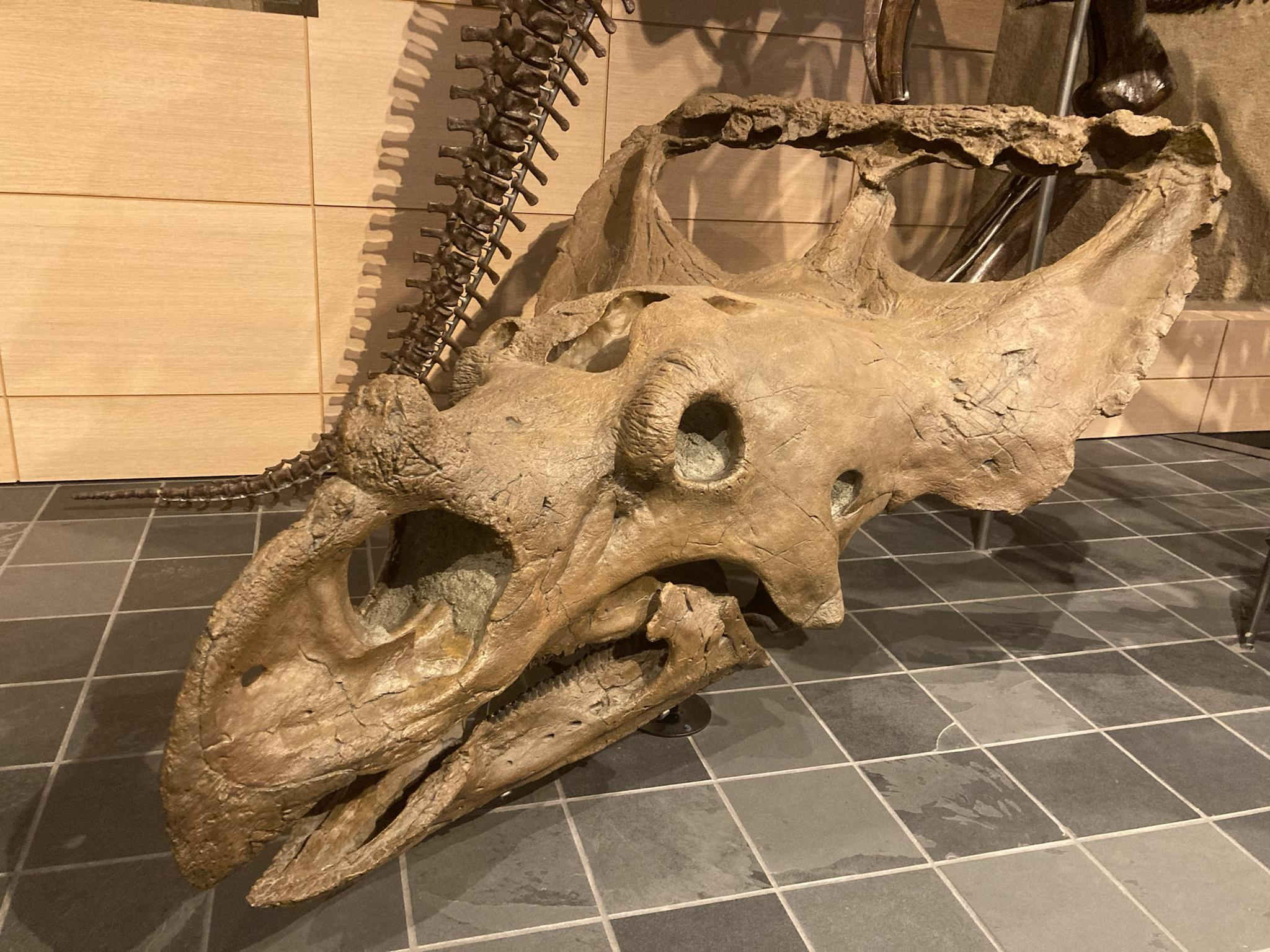
Molde de crânio de Vagaceratops (observe as epiossificações curvadas para frente no babado do pescoço); pesquisadores debatem se ele era mais intimamente relacionado a Kosmoceratops ou Chasmosaurus.

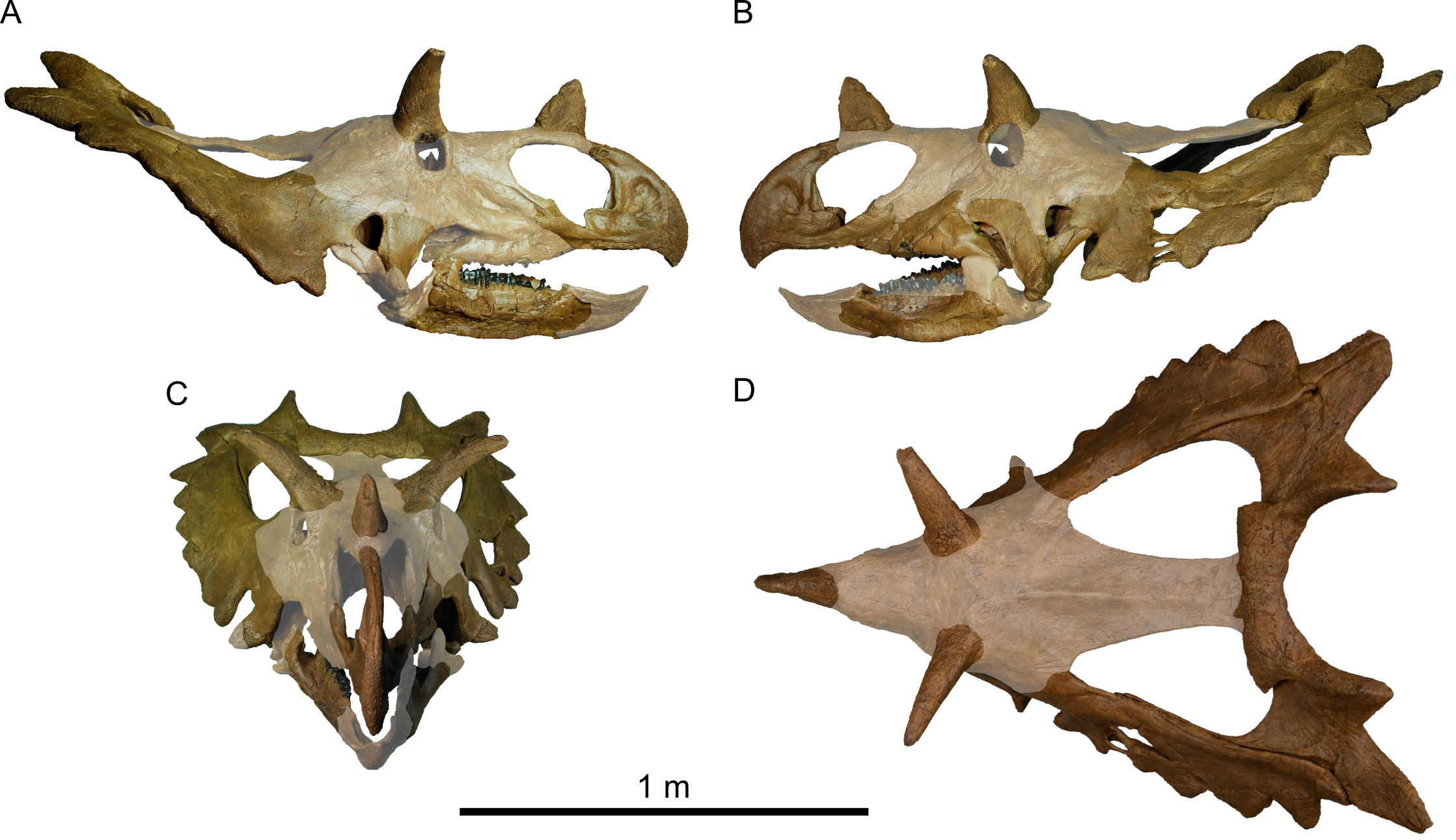
As epiossificações curvadas para frente no meio do folho do pescoço em Spiclypeus podem mostrar um transição em direção à condição vista em Kosmoceratops.

Em 2016, Mallon e colegas descobriram que Kosmoceratops e Vagaceratops formavam um clado, com o novo gênero Spiclypeus como táxon irmão. Embora reconhecessem que alguns pesquisadores haviam agrupado Vagaceratops com Chasmosaurus, eles acharam as epiossificações curvadas para a frente na parte posterior do folho muito distintas, sugerindo que Spiclypeus forneceu pistas para explicar a evolução dessa característica. Eles sugeriram que a curvatura dessas epiossificações ocorreu gradualmente na linhagem que levou a Kosmoceratops, com as do meio se curvando primeiro, seguidas pelas laterais. Esse processo teria ocorrido antes do encurtamento do folho e da constrição das fenestras parietais, uma vez que essas características estavam em sua condição mais "primitiva" e inalterada em Spiclypeus. Apesar deste ser aparentemente transicional nesses aspectos, viveu aproximadamente na mesma época que Kosmoceratops e, portanto, não poderia ter sido ancestral dele. O cladograma abaixo é baseado na análise de Mallon e colegas de 2016:

|  | Spiclypeus shipporum                                                                  |
|  |                                                                                       |
|  | \| \| Kosmoceratops richardsoni \| \| \| \| \| \| Vagaceratops irvinensis \| \| \| \| |
|  |                                                                                       |
|  | Kosmoceratops richardsoni                                                             |
|  |                                                                                       |
|  | Vagaceratops irvinensis                                                               |
|  |                                                                                       |

|  | Kosmoceratops richardsoni |
|  |                           |
|  | Vagaceratops irvinensis   |
|  |                           |

|  | Spiclypeus shipporum                                                                  |
|  |                                                                                       |
|  | \| \| Kosmoceratops richardsoni \| \| \| \| \| \| Vagaceratops irvinensis \| \| \| \| |
|  |                                                                                       |
|  | Kosmoceratops richardsoni                                                             |
|  |                                                                                       |
|  | Vagaceratops irvinensis                                                               |
|  |                                                                                       |

|  | Kosmoceratops richardsoni |
|  |                           |
|  | Vagaceratops irvinensis   |
|  |                           |

|  | Spiclypeus shipporum                                                                  |
|  |                                                                                       |
|  | \| \| Kosmoceratops richardsoni \| \| \| \| \| \| Vagaceratops irvinensis \| \| \| \| |
|  |                                                                                       |
|  | Kosmoceratops richardsoni                                                             |
|  |                                                                                       |
|  | Vagaceratops irvinensis                                                               |
|  |                                                                                       |

|  | Kosmoceratops richardsoni |
|  |                           |
|  | Vagaceratops irvinensis   |
|  |                           |

|  | Spiclypeus shipporum                                                                  |
|  |                                                                                       |
|  | \| \| Kosmoceratops richardsoni \| \| \| \| \| \| Vagaceratops irvinensis \| \| \| \| |
|  |                                                                                       |
|  | Kosmoceratops richardsoni                                                             |
|  |                                                                                       |
|  | Vagaceratops irvinensis                                                               |
|  |                                                                                       |

|  | Kosmoceratops richardsoni |
|  |                           |
|  | Vagaceratops irvinensis   |
|  |                           |

|  | Mojoceratops perifania                                                       |
|  |                                                                              |
|  | \| \| Chasmosaurus belli \| \| \| \| \| \| Chasmosaurus russelli \| \| \| \| |
|  |                                                                              |
|  | Chasmosaurus belli                                                           |
|  |                                                                              |
|  | Chasmosaurus russelli                                                        |
|  |                                                                              |

|  | Chasmosaurus belli    |
|  |                       |
|  | Chasmosaurus russelli |
|  |                       |

|  | Mojoceratops perifania                                                       |
|  |                                                                              |
|  | \| \| Chasmosaurus belli \| \| \| \| \| \| Chasmosaurus russelli \| \| \| \| |
|  |                                                                              |
|  | Chasmosaurus belli                                                           |
|  |                                                                              |
|  | Chasmosaurus russelli                                                        |
|  |                                                                              |

|  | Chasmosaurus belli    |
|  |                       |
|  | Chasmosaurus russelli |
|  |                       |

|  | Spiclypeus shipporum                                                                  |
|  |                                                                                       |
|  | \| \| Kosmoceratops richardsoni \| \| \| \| \| \| Vagaceratops irvinensis \| \| \| \| |
|  |                                                                                       |
|  | Kosmoceratops richardsoni                                                             |
|  |                                                                                       |
|  | Vagaceratops irvinensis                                                               |
|  |                                                                                       |

|  | Kosmoceratops richardsoni |
|  |                           |
|  | Vagaceratops irvinensis   |
|  |                           |

|  | Spiclypeus shipporum                                                                  |
|  |                                                                                       |
|  | \| \| Kosmoceratops richardsoni \| \| \| \| \| \| Vagaceratops irvinensis \| \| \| \| |
|  |                                                                                       |
|  | Kosmoceratops richardsoni                                                             |
|  |                                                                                       |
|  | Vagaceratops irvinensis                                                               |
|  |                                                                                       |

|  | Kosmoceratops richardsoni |
|  |                           |
|  | Vagaceratops irvinensis   |
|  |                           |

|  | Spiclypeus shipporum                                                                  |
|  |                                                                                       |
|  | \| \| Kosmoceratops richardsoni \| \| \| \| \| \| Vagaceratops irvinensis \| \| \| \| |
|  |                                                                                       |
|  | Kosmoceratops richardsoni                                                             |
|  |                                                                                       |
|  | Vagaceratops irvinensis                                                               |
|  |                                                                                       |

|  | Kosmoceratops richardsoni |
|  |                           |
|  | Vagaceratops irvinensis   |
|  |                           |

|  | Spiclypeus shipporum                                                                  |
|  |                                                                                       |
|  | \| \| Kosmoceratops richardsoni \| \| \| \| \| \| Vagaceratops irvinensis \| \| \| \| |
|  |                                                                                       |
|  | Kosmoceratops richardsoni                                                             |
|  |                                                                                       |
|  | Vagaceratops irvinensis                                                               |
|  |                                                                                       |

|  | Kosmoceratops richardsoni |
|  |                           |
|  | Vagaceratops irvinensis   |
|  |                           |

|  | Mojoceratops perifania                                                       |
|  |                                                                              |
|  | \| \| Chasmosaurus belli \| \| \| \| \| \| Chasmosaurus russelli \| \| \| \| |
|  |                                                                              |
|  | Chasmosaurus belli                                                           |
|  |                                                                              |
|  | Chasmosaurus russelli                                                        |
|  |                                                                              |

|  | Chasmosaurus belli    |
|  |                       |
|  | Chasmosaurus russelli |
|  |                       |

|  | Mojoceratops perifania                                                       |
|  |                                                                              |
|  | \| \| Chasmosaurus belli \| \| \| \| \| \| Chasmosaurus russelli \| \| \| \| |
|  |                                                                              |
|  | Chasmosaurus belli                                                           |
|  |                                                                              |
|  | Chasmosaurus russelli                                                        |
|  |                                                                              |

|  | Chasmosaurus belli    |
|  |                       |
|  | Chasmosaurus russelli |
|  |                       |

|  | Spiclypeus shipporum                                                                  |
|  |                                                                                       |
|  | \| \| Kosmoceratops richardsoni \| \| \| \| \| \| Vagaceratops irvinensis \| \| \| \| |
|  |                                                                                       |
|  | Kosmoceratops richardsoni                                                             |
|  |                                                                                       |
|  | Vagaceratops irvinensis                                                               |
|  |                                                                                       |

|  | Kosmoceratops richardsoni |
|  |                           |
|  | Vagaceratops irvinensis   |
|  |                           |

|  | Spiclypeus shipporum                                                                  |
|  |                                                                                       |
|  | \| \| Kosmoceratops richardsoni \| \| \| \| \| \| Vagaceratops irvinensis \| \| \| \| |
|  |                                                                                       |
|  | Kosmoceratops richardsoni                                                             |
|  |                                                                                       |
|  | Vagaceratops irvinensis                                                               |
|  |                                                                                       |

|  | Kosmoceratops richardsoni |
|  |                           |
|  | Vagaceratops irvinensis   |
|  |                           |

|  | Spiclypeus shipporum                                                                  |
|  |                                                                                       |
|  | \| \| Kosmoceratops richardsoni \| \| \| \| \| \| Vagaceratops irvinensis \| \| \| \| |
|  |                                                                                       |
|  | Kosmoceratops richardsoni                                                             |
|  |                                                                                       |
|  | Vagaceratops irvinensis                                                               |
|  |                                                                                       |

|  | Kosmoceratops richardsoni |
|  |                           |
|  | Vagaceratops irvinensis   |
|  |                           |

|  | Spiclypeus shipporum                                                                  |
|  |                                                                                       |
|  | \| \| Kosmoceratops richardsoni \| \| \| \| \| \| Vagaceratops irvinensis \| \| \| \| |
|  |                                                                                       |
|  | Kosmoceratops richardsoni                                                             |
|  |                                                                                       |
|  | Vagaceratops irvinensis                                                               |
|  |                                                                                       |

|  | Kosmoceratops richardsoni |
|  |                           |
|  | Vagaceratops irvinensis   |
|  |                           |

|  | Mojoceratops perifania                                                       |
|  |                                                                              |
|  | \| \| Chasmosaurus belli \| \| \| \| \| \| Chasmosaurus russelli \| \| \| \| |
|  |                                                                              |
|  | Chasmosaurus belli                                                           |
|  |                                                                              |
|  | Chasmosaurus russelli                                                        |
|  |                                                                              |

|  | Chasmosaurus belli    |
|  |                       |
|  | Chasmosaurus russelli |
|  |                       |

|  | Mojoceratops perifania                                                       |
|  |                                                                              |
|  | \| \| Chasmosaurus belli \| \| \| \| \| \| Chasmosaurus russelli \| \| \| \| |
|  |                                                                              |
|  | Chasmosaurus belli                                                           |
|  |                                                                              |
|  | Chasmosaurus russelli                                                        |
|  |                                                                              |

|  | Chasmosaurus belli    |
|  |                       |
|  | Chasmosaurus russelli |
|  |                       |

|  | Spiclypeus shipporum                                                                  |
|  |                                                                                       |
|  | \| \| Kosmoceratops richardsoni \| \| \| \| \| \| Vagaceratops irvinensis \| \| \| \| |
|  |                                                                                       |
|  | Kosmoceratops richardsoni                                                             |
|  |                                                                                       |
|  | Vagaceratops irvinensis                                                               |
|  |                                                                                       |

|  | Kosmoceratops richardsoni |
|  |                           |
|  | Vagaceratops irvinensis   |
|  |                           |

|  | Spiclypeus shipporum                                                                  |
|  |                                                                                       |
|  | \| \| Kosmoceratops richardsoni \| \| \| \| \| \| Vagaceratops irvinensis \| \| \| \| |
|  |                                                                                       |
|  | Kosmoceratops richardsoni                                                             |
|  |                                                                                       |
|  | Vagaceratops irvinensis                                                               |
|  |                                                                                       |

|  | Kosmoceratops richardsoni |
|  |                           |
|  | Vagaceratops irvinensis   |
|  |                           |

|  | Spiclypeus shipporum                                                                  |
|  |                                                                                       |
|  | \| \| Kosmoceratops richardsoni \| \| \| \| \| \| Vagaceratops irvinensis \| \| \| \| |
|  |                                                                                       |
|  | Kosmoceratops richardsoni                                                             |
|  |                                                                                       |
|  | Vagaceratops irvinensis                                                               |
|  |                                                                                       |

|  | Kosmoceratops richardsoni |
|  |                           |
|  | Vagaceratops irvinensis   |
|  |                           |

|  | Spiclypeus shipporum                                                                  |
|  |                                                                                       |
|  | \| \| Kosmoceratops richardsoni \| \| \| \| \| \| Vagaceratops irvinensis \| \| \| \| |
|  |                                                                                       |
|  | Kosmoceratops richardsoni                                                             |
|  |                                                                                       |
|  | Vagaceratops irvinensis                                                               |
|  |                                                                                       |

|  | Kosmoceratops richardsoni |
|  |                           |
|  | Vagaceratops irvinensis   |
|  |                           |

|  | Mojoceratops perifania                                                       |
|  |                                                                              |
|  | \| \| Chasmosaurus belli \| \| \| \| \| \| Chasmosaurus russelli \| \| \| \| |
|  |                                                                              |
|  | Chasmosaurus belli                                                           |
|  |                                                                              |
|  | Chasmosaurus russelli                                                        |
|  |                                                                              |

|  | Chasmosaurus belli    |
|  |                       |
|  | Chasmosaurus russelli |
|  |                       |

|  | Mojoceratops perifania                                                       |
|  |                                                                              |
|  | \| \| Chasmosaurus belli \| \| \| \| \| \| Chasmosaurus russelli \| \| \| \| |
|  |                                                                              |
|  | Chasmosaurus belli                                                           |
|  |                                                                              |
|  | Chasmosaurus russelli                                                        |
|  |                                                                              |

|  | Chasmosaurus belli    |
|  |                       |
|  | Chasmosaurus russelli |
|  |                       |

|  | Anchiceratops ornatus                                                        |
|  |                                                                              |
|  | Regaliceratops peterhewsi                                                    |
|  |                                                                              |
|  | \| \| Arrhinoceratops brachyops \| \| \| \| \| \| Triceratopsini \| \| \| \| |
|  |                                                                              |
|  | Arrhinoceratops brachyops                                                    |
|  |                                                                              |
|  | Triceratopsini                                                               |
|  |                                                                              |

|  | Arrhinoceratops brachyops |
|  |                           |
|  | Triceratopsini            |
|  |                           |

|  | Spiclypeus shipporum                                                                  |
|  |                                                                                       |
|  | \| \| Kosmoceratops richardsoni \| \| \| \| \| \| Vagaceratops irvinensis \| \| \| \| |
|  |                                                                                       |
|  | Kosmoceratops richardsoni                                                             |
|  |                                                                                       |
|  | Vagaceratops irvinensis                                                               |
|  |                                                                                       |

|  | Kosmoceratops richardsoni |
|  |                           |
|  | Vagaceratops irvinensis   |
|  |                           |

|  | Spiclypeus shipporum                                                                  |
|  |                                                                                       |
|  | \| \| Kosmoceratops richardsoni \| \| \| \| \| \| Vagaceratops irvinensis \| \| \| \| |
|  |                                                                                       |
|  | Kosmoceratops richardsoni                                                             |
|  |                                                                                       |
|  | Vagaceratops irvinensis                                                               |
|  |                                                                                       |

|  | Kosmoceratops richardsoni |
|  |                           |
|  | Vagaceratops irvinensis   |
|  |                           |

|  | Spiclypeus shipporum                                                                  |
|  |                                                                                       |
|  | \| \| Kosmoceratops richardsoni \| \| \| \| \| \| Vagaceratops irvinensis \| \| \| \| |
|  |                                                                                       |
|  | Kosmoceratops richardsoni                                                             |
|  |                                                                                       |
|  | Vagaceratops irvinensis                                                               |
|  |                                                                                       |

|  | Kosmoceratops richardsoni |
|  |                           |
|  | Vagaceratops irvinensis   |
|  |                           |

|  | Spiclypeus shipporum                                                                  |
|  |                                                                                       |
|  | \| \| Kosmoceratops richardsoni \| \| \| \| \| \| Vagaceratops irvinensis \| \| \| \| |
|  |                                                                                       |
|  | Kosmoceratops richardsoni                                                             |
|  |                                                                                       |
|  | Vagaceratops irvinensis                                                               |
|  |                                                                                       |

|  | Kosmoceratops richardsoni |
|  |                           |
|  | Vagaceratops irvinensis   |
|  |                           |

|  | Mojoceratops perifania                                                       |
|  |                                                                              |
|  | \| \| Chasmosaurus belli \| \| \| \| \| \| Chasmosaurus russelli \| \| \| \| |
|  |                                                                              |
|  | Chasmosaurus belli                                                           |
|  |                                                                              |
|  | Chasmosaurus russelli                                                        |
|  |                                                                              |

|  | Chasmosaurus belli    |
|  |                       |
|  | Chasmosaurus russelli |
|  |                       |

|  | Mojoceratops perifania                                                       |
|  |                                                                              |
|  | \| \| Chasmosaurus belli \| \| \| \| \| \| Chasmosaurus russelli \| \| \| \| |
|  |                                                                              |
|  | Chasmosaurus belli                                                           |
|  |                                                                              |
|  | Chasmosaurus russelli                                                        |
|  |                                                                              |

|  | Chasmosaurus belli    |
|  |                       |
|  | Chasmosaurus russelli |
|  |                       |

|  | Spiclypeus shipporum                                                                  |
|  |                                                                                       |
|  | \| \| Kosmoceratops richardsoni \| \| \| \| \| \| Vagaceratops irvinensis \| \| \| \| |
|  |                                                                                       |
|  | Kosmoceratops richardsoni                                                             |
|  |                                                                                       |
|  | Vagaceratops irvinensis                                                               |
|  |                                                                                       |

|  | Kosmoceratops richardsoni |
|  |                           |
|  | Vagaceratops irvinensis   |
|  |                           |

|  | Spiclypeus shipporum                                                                  |
|  |                                                                                       |
|  | \| \| Kosmoceratops richardsoni \| \| \| \| \| \| Vagaceratops irvinensis \| \| \| \| |
|  |                                                                                       |
|  | Kosmoceratops richardsoni                                                             |
|  |                                                                                       |
|  | Vagaceratops irvinensis                                                               |
|  |                                                                                       |

|  | Kosmoceratops richardsoni |
|  |                           |
|  | Vagaceratops irvinensis   |
|  |                           |

|  | Spiclypeus shipporum                                                                  |
|  |                                                                                       |
|  | \| \| Kosmoceratops richardsoni \| \| \| \| \| \| Vagaceratops irvinensis \| \| \| \| |
|  |                                                                                       |
|  | Kosmoceratops richardsoni                                                             |
|  |                                                                                       |
|  | Vagaceratops irvinensis                                                               |
|  |                                                                                       |

|  | Kosmoceratops richardsoni |
|  |                           |
|  | Vagaceratops irvinensis   |
|  |                           |

|  | Spiclypeus shipporum                                                                  |
|  |                                                                                       |
|  | \| \| Kosmoceratops richardsoni \| \| \| \| \| \| Vagaceratops irvinensis \| \| \| \| |
|  |                                                                                       |
|  | Kosmoceratops richardsoni                                                             |
|  |                                                                                       |
|  | Vagaceratops irvinensis                                                               |
|  |                                                                                       |

|  | Kosmoceratops richardsoni |
|  |                           |
|  | Vagaceratops irvinensis   |
|  |                           |

|  | Mojoceratops perifania                                                       |
|  |                                                                              |
|  | \| \| Chasmosaurus belli \| \| \| \| \| \| Chasmosaurus russelli \| \| \| \| |
|  |                                                                              |
|  | Chasmosaurus belli                                                           |
|  |                                                                              |
|  | Chasmosaurus russelli                                                        |
|  |                                                                              |

|  | Chasmosaurus belli    |
|  |                       |
|  | Chasmosaurus russelli |
|  |                       |

|  | Mojoceratops perifania                                                       |
|  |                                                                              |
|  | \| \| Chasmosaurus belli \| \| \| \| \| \| Chasmosaurus russelli \| \| \| \| |
|  |                                                                              |
|  | Chasmosaurus belli                                                           |
|  |                                                                              |
|  | Chasmosaurus russelli                                                        |
|  |                                                                              |

|  | Chasmosaurus belli    |
|  |                       |
|  | Chasmosaurus russelli |
|  |                       |

|  | Spiclypeus shipporum                                                                  |
|  |                                                                                       |
|  | \| \| Kosmoceratops richardsoni \| \| \| \| \| \| Vagaceratops irvinensis \| \| \| \| |
|  |                                                                                       |
|  | Kosmoceratops richardsoni                                                             |
|  |                                                                                       |
|  | Vagaceratops irvinensis                                                               |
|  |                                                                                       |

|  | Kosmoceratops richardsoni |
|  |                           |
|  | Vagaceratops irvinensis   |
|  |                           |

|  | Spiclypeus shipporum                                                                  |
|  |                                                                                       |
|  | \| \| Kosmoceratops richardsoni \| \| \| \| \| \| Vagaceratops irvinensis \| \| \| \| |
|  |                                                                                       |
|  | Kosmoceratops richardsoni                                                             |
|  |                                                                                       |
|  | Vagaceratops irvinensis                                                               |
|  |                                                                                       |

|  | Kosmoceratops richardsoni |
|  |                           |
|  | Vagaceratops irvinensis   |
|  |                           |

|  | Spiclypeus shipporum                                                                  |
|  |                                                                                       |
|  | \| \| Kosmoceratops richardsoni \| \| \| \| \| \| Vagaceratops irvinensis \| \| \| \| |
|  |                                                                                       |
|  | Kosmoceratops richardsoni                                                             |
|  |                                                                                       |
|  | Vagaceratops irvinensis                                                               |
|  |                                                                                       |

|  | Kosmoceratops richardsoni |
|  |                           |
|  | Vagaceratops irvinensis   |
|  |                           |

|  | Spiclypeus shipporum                                                                  |
|  |                                                                                       |
|  | \| \| Kosmoceratops richardsoni \| \| \| \| \| \| Vagaceratops irvinensis \| \| \| \| |
|  |                                                                                       |
|  | Kosmoceratops richardsoni                                                             |
|  |                                                                                       |
|  | Vagaceratops irvinensis                                                               |
|  |                                                                                       |

|  | Kosmoceratops richardsoni |
|  |                           |
|  | Vagaceratops irvinensis   |
|  |                           |

|  | Mojoceratops perifania                                                       |
|  |                                                                              |
|  | \| \| Chasmosaurus belli \| \| \| \| \| \| Chasmosaurus russelli \| \| \| \| |
|  |                                                                              |
|  | Chasmosaurus belli                                                           |
|  |                                                                              |
|  | Chasmosaurus russelli                                                        |
|  |                                                                              |

|  | Chasmosaurus belli    |
|  |                       |
|  | Chasmosaurus russelli |
|  |                       |

|  | Mojoceratops perifania                                                       |
|  |                                                                              |
|  | \| \| Chasmosaurus belli \| \| \| \| \| \| Chasmosaurus russelli \| \| \| \| |
|  |                                                                              |
|  | Chasmosaurus belli                                                           |
|  |                                                                              |
|  | Chasmosaurus russelli                                                        |
|  |                                                                              |

|  | Chasmosaurus belli    |
|  |                       |
|  | Chasmosaurus russelli |
|  |                       |

|  | Spiclypeus shipporum                                                                  |
|  |                                                                                       |
|  | \| \| Kosmoceratops richardsoni \| \| \| \| \| \| Vagaceratops irvinensis \| \| \| \| |
|  |                                                                                       |
|  | Kosmoceratops richardsoni                                                             |
|  |                                                                                       |
|  | Vagaceratops irvinensis                                                               |
|  |                                                                                       |

|  | Kosmoceratops richardsoni |
|  |                           |
|  | Vagaceratops irvinensis   |
|  |                           |

|  | Spiclypeus shipporum                                                                  |
|  |                                                                                       |
|  | \| \| Kosmoceratops richardsoni \| \| \| \| \| \| Vagaceratops irvinensis \| \| \| \| |
|  |                                                                                       |
|  | Kosmoceratops richardsoni                                                             |
|  |                                                                                       |
|  | Vagaceratops irvinensis                                                               |
|  |                                                                                       |

|  | Kosmoceratops richardsoni |
|  |                           |
|  | Vagaceratops irvinensis   |
|  |                           |

|  | Spiclypeus shipporum                                                                  |
|  |                                                                                       |
|  | \| \| Kosmoceratops richardsoni \| \| \| \| \| \| Vagaceratops irvinensis \| \| \| \| |
|  |                                                                                       |
|  | Kosmoceratops richardsoni                                                             |
|  |                                                                                       |
|  | Vagaceratops irvinensis                                                               |
|  |                                                                                       |

|  | Kosmoceratops richardsoni |
|  |                           |
|  | Vagaceratops irvinensis   |
|  |                           |

|  | Spiclypeus shipporum                                                                  |
|  |                                                                                       |
|  | \| \| Kosmoceratops richardsoni \| \| \| \| \| \| Vagaceratops irvinensis \| \| \| \| |
|  |                                                                                       |
|  | Kosmoceratops richardsoni                                                             |
|  |                                                                                       |
|  | Vagaceratops irvinensis                                                               |
|  |                                                                                       |

|  | Kosmoceratops richardsoni |
|  |                           |
|  | Vagaceratops irvinensis   |
|  |                           |

|  | Mojoceratops perifania                                                       |
|  |                                                                              |
|  | \| \| Chasmosaurus belli \| \| \| \| \| \| Chasmosaurus russelli \| \| \| \| |
|  |                                                                              |
|  | Chasmosaurus belli                                                           |
|  |                                                                              |
|  | Chasmosaurus russelli                                                        |
|  |                                                                              |

|  | Chasmosaurus belli    |
|  |                       |
|  | Chasmosaurus russelli |
|  |                       |

|  | Mojoceratops perifania                                                       |
|  |                                                                              |
|  | \| \| Chasmosaurus belli \| \| \| \| \| \| Chasmosaurus russelli \| \| \| \| |
|  |                                                                              |
|  | Chasmosaurus belli                                                           |
|  |                                                                              |
|  | Chasmosaurus russelli                                                        |
|  |                                                                              |

|  | Chasmosaurus belli    |
|  |                       |
|  | Chasmosaurus russelli |
|  |                       |

|  | Anchiceratops ornatus                                                        |
|  |                                                                              |
|  | Regaliceratops peterhewsi                                                    |
|  |                                                                              |
|  | \| \| Arrhinoceratops brachyops \| \| \| \| \| \| Triceratopsini \| \| \| \| |
|  |                                                                              |
|  | Arrhinoceratops brachyops                                                    |
|  |                                                                              |
|  | Triceratopsini                                                               |
|  |                                                                              |

|  | Arrhinoceratops brachyops |
|  |                           |
|  | Triceratopsini            |
|  |                           |

|  | Spiclypeus shipporum                                                                  |
|  |                                                                                       |
|  | \| \| Kosmoceratops richardsoni \| \| \| \| \| \| Vagaceratops irvinensis \| \| \| \| |
|  |                                                                                       |
|  | Kosmoceratops richardsoni                                                             |
|  |                                                                                       |
|  | Vagaceratops irvinensis                                                               |
|  |                                                                                       |

|  | Kosmoceratops richardsoni |
|  |                           |
|  | Vagaceratops irvinensis   |
|  |                           |

|  | Spiclypeus shipporum                                                                  |
|  |                                                                                       |
|  | \| \| Kosmoceratops richardsoni \| \| \| \| \| \| Vagaceratops irvinensis \| \| \| \| |
|  |                                                                                       |
|  | Kosmoceratops richardsoni                                                             |
|  |                                                                                       |
|  | Vagaceratops irvinensis                                                               |
|  |                                                                                       |

|  | Kosmoceratops richardsoni |
|  |                           |
|  | Vagaceratops irvinensis   |
|  |                           |

|  | Spiclypeus shipporum                                                                  |
|  |                                                                                       |
|  | \| \| Kosmoceratops richardsoni \| \| \| \| \| \| Vagaceratops irvinensis \| \| \| \| |
|  |                                                                                       |
|  | Kosmoceratops richardsoni                                                             |
|  |                                                                                       |
|  | Vagaceratops irvinensis                                                               |
|  |                                                                                       |

|  | Kosmoceratops richardsoni |
|  |                           |
|  | Vagaceratops irvinensis   |
|  |                           |

|  | Spiclypeus shipporum                                                                  |
|  |                                                                                       |
|  | \| \| Kosmoceratops richardsoni \| \| \| \| \| \| Vagaceratops irvinensis \| \| \| \| |
|  |                                                                                       |
|  | Kosmoceratops richardsoni                                                             |
|  |                                                                                       |
|  | Vagaceratops irvinensis                                                               |
|  |                                                                                       |

|  | Kosmoceratops richardsoni |
|  |                           |
|  | Vagaceratops irvinensis   |
|  |                           |

|  | Mojoceratops perifania                                                       |
|  |                                                                              |
|  | \| \| Chasmosaurus belli \| \| \| \| \| \| Chasmosaurus russelli \| \| \| \| |
|  |                                                                              |
|  | Chasmosaurus belli                                                           |
|  |                                                                              |
|  | Chasmosaurus russelli                                                        |
|  |                                                                              |

|  | Chasmosaurus belli    |
|  |                       |
|  | Chasmosaurus russelli |
|  |                       |

|  | Mojoceratops perifania                                                       |
|  |                                                                              |
|  | \| \| Chasmosaurus belli \| \| \| \| \| \| Chasmosaurus russelli \| \| \| \| |
|  |                                                                              |
|  | Chasmosaurus belli                                                           |
|  |                                                                              |
|  | Chasmosaurus russelli                                                        |
|  |                                                                              |

|  | Chasmosaurus belli    |
|  |                       |
|  | Chasmosaurus russelli |
|  |                       |

|  | Spiclypeus shipporum                                                                  |
|  |                                                                                       |
|  | \| \| Kosmoceratops richardsoni \| \| \| \| \| \| Vagaceratops irvinensis \| \| \| \| |
|  |                                                                                       |
|  | Kosmoceratops richardsoni                                                             |
|  |                                                                                       |
|  | Vagaceratops irvinensis                                                               |
|  |                                                                                       |

|  | Kosmoceratops richardsoni |
|  |                           |
|  | Vagaceratops irvinensis   |
|  |                           |

|  | Spiclypeus shipporum                                                                  |
|  |                                                                                       |
|  | \| \| Kosmoceratops richardsoni \| \| \| \| \| \| Vagaceratops irvinensis \| \| \| \| |
|  |                                                                                       |
|  | Kosmoceratops richardsoni                                                             |
|  |                                                                                       |
|  | Vagaceratops irvinensis                                                               |
|  |                                                                                       |

|  | Kosmoceratops richardsoni |
|  |                           |
|  | Vagaceratops irvinensis   |
|  |                           |

|  | Spiclypeus shipporum                                                                  |
|  |                                                                                       |
|  | \| \| Kosmoceratops richardsoni \| \| \| \| \| \| Vagaceratops irvinensis \| \| \| \| |
|  |                                                                                       |
|  | Kosmoceratops richardsoni                                                             |
|  |                                                                                       |
|  | Vagaceratops irvinensis                                                               |
|  |                                                                                       |

|  | Kosmoceratops richardsoni |
|  |                           |
|  | Vagaceratops irvinensis   |
|  |                           |

|  | Spiclypeus shipporum                                                                  |
|  |                                                                                       |
|  | \| \| Kosmoceratops richardsoni \| \| \| \| \| \| Vagaceratops irvinensis \| \| \| \| |
|  |                                                                                       |
|  | Kosmoceratops richardsoni                                                             |
|  |                                                                                       |
|  | Vagaceratops irvinensis                                                               |
|  |                                                                                       |

|  | Kosmoceratops richardsoni |
|  |                           |
|  | Vagaceratops irvinensis   |
|  |                           |

|  | Mojoceratops perifania                                                       |
|  |                                                                              |
|  | \| \| Chasmosaurus belli \| \| \| \| \| \| Chasmosaurus russelli \| \| \| \| |
|  |                                                                              |
|  | Chasmosaurus belli                                                           |
|  |                                                                              |
|  | Chasmosaurus russelli                                                        |
|  |                                                                              |

|  | Chasmosaurus belli    |
|  |                       |
|  | Chasmosaurus russelli |
|  |                       |

|  | Mojoceratops perifania                                                       |
|  |                                                                              |
|  | \| \| Chasmosaurus belli \| \| \| \| \| \| Chasmosaurus russelli \| \| \| \| |
|  |                                                                              |
|  | Chasmosaurus belli                                                           |
|  |                                                                              |
|  | Chasmosaurus russelli                                                        |
|  |                                                                              |

|  | Chasmosaurus belli    |
|  |                       |
|  | Chasmosaurus russelli |
|  |                       |

|  | Spiclypeus shipporum                                                                  |
|  |                                                                                       |
|  | \| \| Kosmoceratops richardsoni \| \| \| \| \| \| Vagaceratops irvinensis \| \| \| \| |
|  |                                                                                       |
|  | Kosmoceratops richardsoni                                                             |
|  |                                                                                       |
|  | Vagaceratops irvinensis                                                               |
|  |                                                                                       |

|  | Kosmoceratops richardsoni |
|  |                           |
|  | Vagaceratops irvinensis   |
|  |                           |

|  | Spiclypeus shipporum                                                                  |
|  |                                                                                       |
|  | \| \| Kosmoceratops richardsoni \| \| \| \| \| \| Vagaceratops irvinensis \| \| \| \| |
|  |                                                                                       |
|  | Kosmoceratops richardsoni                                                             |
|  |                                                                                       |
|  | Vagaceratops irvinensis                                                               |
|  |                                                                                       |

|  | Kosmoceratops richardsoni |
|  |                           |
|  | Vagaceratops irvinensis   |
|  |                           |

|  | Spiclypeus shipporum                                                                  |
|  |                                                                                       |
|  | \| \| Kosmoceratops richardsoni \| \| \| \| \| \| Vagaceratops irvinensis \| \| \| \| |
|  |                                                                                       |
|  | Kosmoceratops richardsoni                                                             |
|  |                                                                                       |
|  | Vagaceratops irvinensis                                                               |
|  |                                                                                       |

|  | Kosmoceratops richardsoni |
|  |                           |
|  | Vagaceratops irvinensis   |
|  |                           |

|  | Spiclypeus shipporum                                                                  |
|  |                                                                                       |
|  | \| \| Kosmoceratops richardsoni \| \| \| \| \| \| Vagaceratops irvinensis \| \| \| \| |
|  |                                                                                       |
|  | Kosmoceratops richardsoni                                                             |
|  |                                                                                       |
|  | Vagaceratops irvinensis                                                               |
|  |                                                                                       |

|  | Kosmoceratops richardsoni |
|  |                           |
|  | Vagaceratops irvinensis   |
|  |                           |

|  | Mojoceratops perifania                                                       |
|  |                                                                              |
|  | \| \| Chasmosaurus belli \| \| \| \| \| \| Chasmosaurus russelli \| \| \| \| |
|  |                                                                              |
|  | Chasmosaurus belli                                                           |
|  |                                                                              |
|  | Chasmosaurus russelli                                                        |
|  |                                                                              |

|  | Chasmosaurus belli    |
|  |                       |
|  | Chasmosaurus russelli |
|  |                       |

|  | Mojoceratops perifania                                                       |
|  |                                                                              |
|  | \| \| Chasmosaurus belli \| \| \| \| \| \| Chasmosaurus russelli \| \| \| \| |
|  |                                                                              |
|  | Chasmosaurus belli                                                           |
|  |                                                                              |
|  | Chasmosaurus russelli                                                        |
|  |                                                                              |

|  | Chasmosaurus belli    |
|  |                       |
|  | Chasmosaurus russelli |
|  |                       |

|  | Spiclypeus shipporum                                                                  |
|  |                                                                                       |
|  | \| \| Kosmoceratops richardsoni \| \| \| \| \| \| Vagaceratops irvinensis \| \| \| \| |
|  |                                                                                       |
|  | Kosmoceratops richardsoni                                                             |
|  |                                                                                       |
|  | Vagaceratops irvinensis                                                               |
|  |                                                                                       |

|  | Kosmoceratops richardsoni |
|  |                           |
|  | Vagaceratops irvinensis   |
|  |                           |

|  | Spiclypeus shipporum                                                                  |
|  |                                                                                       |
|  | \| \| Kosmoceratops richardsoni \| \| \| \| \| \| Vagaceratops irvinensis \| \| \| \| |
|  |                                                                                       |
|  | Kosmoceratops richardsoni                                                             |
|  |                                                                                       |
|  | Vagaceratops irvinensis                                                               |
|  |                                                                                       |

|  | Kosmoceratops richardsoni |
|  |                           |
|  | Vagaceratops irvinensis   |
|  |                           |

|  | Spiclypeus shipporum                                                                  |
|  |                                                                                       |
|  | \| \| Kosmoceratops richardsoni \| \| \| \| \| \| Vagaceratops irvinensis \| \| \| \| |
|  |                                                                                       |
|  | Kosmoceratops richardsoni                                                             |
|  |                                                                                       |
|  | Vagaceratops irvinensis                                                               |
|  |                                                                                       |

|  | Kosmoceratops richardsoni |
|  |                           |
|  | Vagaceratops irvinensis   |
|  |                           |

|  | Spiclypeus shipporum                                                                  |
|  |                                                                                       |
|  | \| \| Kosmoceratops richardsoni \| \| \| \| \| \| Vagaceratops irvinensis \| \| \| \| |
|  |                                                                                       |
|  | Kosmoceratops richardsoni                                                             |
|  |                                                                                       |
|  | Vagaceratops irvinensis                                                               |
|  |                                                                                       |

|  | Kosmoceratops richardsoni |
|  |                           |
|  | Vagaceratops irvinensis   |
|  |                           |

|  | Mojoceratops perifania                                                       |
|  |                                                                              |
|  | \| \| Chasmosaurus belli \| \| \| \| \| \| Chasmosaurus russelli \| \| \| \| |
|  |                                                                              |
|  | Chasmosaurus belli                                                           |
|  |                                                                              |
|  | Chasmosaurus russelli                                                        |
|  |                                                                              |

|  | Chasmosaurus belli    |
|  |                       |
|  | Chasmosaurus russelli |
|  |                       |

|  | Mojoceratops perifania                                                       |
|  |                                                                              |
|  | \| \| Chasmosaurus belli \| \| \| \| \| \| Chasmosaurus russelli \| \| \| \| |
|  |                                                                              |
|  | Chasmosaurus belli                                                           |
|  |                                                                              |
|  | Chasmosaurus russelli                                                        |
|  |                                                                              |

|  | Chasmosaurus belli    |
|  |                       |
|  | Chasmosaurus russelli |
|  |                       |

|  | Anchiceratops ornatus                                                        |
|  |                                                                              |
|  | Regaliceratops peterhewsi                                                    |
|  |                                                                              |
|  | \| \| Arrhinoceratops brachyops \| \| \| \| \| \| Triceratopsini \| \| \| \| |
|  |                                                                              |
|  | Arrhinoceratops brachyops                                                    |
|  |                                                                              |
|  | Triceratopsini                                                               |
|  |                                                                              |

|  | Arrhinoceratops brachyops |
|  |                           |
|  | Triceratopsini            |
|  |                           |

|  | Spiclypeus shipporum                                                                  |
|  |                                                                                       |
|  | \| \| Kosmoceratops richardsoni \| \| \| \| \| \| Vagaceratops irvinensis \| \| \| \| |
|  |                                                                                       |
|  | Kosmoceratops richardsoni                                                             |
|  |                                                                                       |
|  | Vagaceratops irvinensis                                                               |
|  |                                                                                       |

|  | Kosmoceratops richardsoni |
|  |                           |
|  | Vagaceratops irvinensis   |
|  |                           |

|  | Spiclypeus shipporum                                                                  |
|  |                                                                                       |
|  | \| \| Kosmoceratops richardsoni \| \| \| \| \| \| Vagaceratops irvinensis \| \| \| \| |
|  |                                                                                       |
|  | Kosmoceratops richardsoni                                                             |
|  |                                                                                       |
|  | Vagaceratops irvinensis                                                               |
|  |                                                                                       |

|  | Kosmoceratops richardsoni |
|  |                           |
|  | Vagaceratops irvinensis   |
|  |                           |

|  | Spiclypeus shipporum                                                                  |
|  |                                                                                       |
|  | \| \| Kosmoceratops richardsoni \| \| \| \| \| \| Vagaceratops irvinensis \| \| \| \| |
|  |                                                                                       |
|  | Kosmoceratops richardsoni                                                             |
|  |                                                                                       |
|  | Vagaceratops irvinensis                                                               |
|  |                                                                                       |

|  | Kosmoceratops richardsoni |
|  |                           |
|  | Vagaceratops irvinensis   |
|  |                           |

|  | Spiclypeus shipporum                                                                  |
|  |                                                                                       |
|  | \| \| Kosmoceratops richardsoni \| \| \| \| \| \| Vagaceratops irvinensis \| \| \| \| |
|  |                                                                                       |
|  | Kosmoceratops richardsoni                                                             |
|  |                                                                                       |
|  | Vagaceratops irvinensis                                                               |
|  |                                                                                       |

|  | Kosmoceratops richardsoni |
|  |                           |
|  | Vagaceratops irvinensis   |
|  |                           |

|  | Mojoceratops perifania                                                       |
|  |                                                                              |
|  | \| \| Chasmosaurus belli \| \| \| \| \| \| Chasmosaurus russelli \| \| \| \| |
|  |                                                                              |
|  | Chasmosaurus belli                                                           |
|  |                                                                              |
|  | Chasmosaurus russelli                                                        |
|  |                                                                              |

|  | Chasmosaurus belli    |
|  |                       |
|  | Chasmosaurus russelli |
|  |                       |

|  | Mojoceratops perifania                                                       |
|  |                                                                              |
|  | \| \| Chasmosaurus belli \| \| \| \| \| \| Chasmosaurus russelli \| \| \| \| |
|  |                                                                              |
|  | Chasmosaurus belli                                                           |
|  |                                                                              |
|  | Chasmosaurus russelli                                                        |
|  |                                                                              |

|  | Chasmosaurus belli    |
|  |                       |
|  | Chasmosaurus russelli |
|  |                       |

|  | Spiclypeus shipporum                                                                  |
|  |                                                                                       |
|  | \| \| Kosmoceratops richardsoni \| \| \| \| \| \| Vagaceratops irvinensis \| \| \| \| |
|  |                                                                                       |
|  | Kosmoceratops richardsoni                                                             |
|  |                                                                                       |
|  | Vagaceratops irvinensis                                                               |
|  |                                                                                       |

|  | Kosmoceratops richardsoni |
|  |                           |
|  | Vagaceratops irvinensis   |
|  |                           |

|  | Spiclypeus shipporum                                                                  |
|  |                                                                                       |
|  | \| \| Kosmoceratops richardsoni \| \| \| \| \| \| Vagaceratops irvinensis \| \| \| \| |
|  |                                                                                       |
|  | Kosmoceratops richardsoni                                                             |
|  |                                                                                       |
|  | Vagaceratops irvinensis                                                               |
|  |                                                                                       |

|  | Kosmoceratops richardsoni |
|  |                           |
|  | Vagaceratops irvinensis   |
|  |                           |

|  | Spiclypeus shipporum                                                                  |
|  |                                                                                       |
|  | \| \| Kosmoceratops richardsoni \| \| \| \| \| \| Vagaceratops irvinensis \| \| \| \| |
|  |                                                                                       |
|  | Kosmoceratops richardsoni                                                             |
|  |                                                                                       |
|  | Vagaceratops irvinensis                                                               |
|  |                                                                                       |

|  | Kosmoceratops richardsoni |
|  |                           |
|  | Vagaceratops irvinensis   |
|  |                           |

|  | Spiclypeus shipporum                                                                  |
|  |                                                                                       |
|  | \| \| Kosmoceratops richardsoni \| \| \| \| \| \| Vagaceratops irvinensis \| \| \| \| |
|  |                                                                                       |
|  | Kosmoceratops richardsoni                                                             |
|  |                                                                                       |
|  | Vagaceratops irvinensis                                                               |
|  |                                                                                       |

|  | Kosmoceratops richardsoni |
|  |                           |
|  | Vagaceratops irvinensis   |
|  |                           |

|  | Mojoceratops perifania                                                       |
|  |                                                                              |
|  | \| \| Chasmosaurus belli \| \| \| \| \| \| Chasmosaurus russelli \| \| \| \| |
|  |                                                                              |
|  | Chasmosaurus belli                                                           |
|  |                                                                              |
|  | Chasmosaurus russelli                                                        |
|  |                                                                              |

|  | Chasmosaurus belli    |
|  |                       |
|  | Chasmosaurus russelli |
|  |                       |

|  | Mojoceratops perifania                                                       |
|  |                                                                              |
|  | \| \| Chasmosaurus belli \| \| \| \| \| \| Chasmosaurus russelli \| \| \| \| |
|  |                                                                              |
|  | Chasmosaurus belli                                                           |
|  |                                                                              |
|  | Chasmosaurus russelli                                                        |
|  |                                                                              |

|  | Chasmosaurus belli    |
|  |                       |
|  | Chasmosaurus russelli |
|  |                       |

|  | Spiclypeus shipporum                                                                  |
|  |                                                                                       |
|  | \| \| Kosmoceratops richardsoni \| \| \| \| \| \| Vagaceratops irvinensis \| \| \| \| |
|  |                                                                                       |
|  | Kosmoceratops richardsoni                                                             |
|  |                                                                                       |
|  | Vagaceratops irvinensis                                                               |
|  |                                                                                       |

|  | Kosmoceratops richardsoni |
|  |                           |
|  | Vagaceratops irvinensis   |
|  |                           |

|  | Spiclypeus shipporum                                                                  |
|  |                                                                                       |
|  | \| \| Kosmoceratops richardsoni \| \| \| \| \| \| Vagaceratops irvinensis \| \| \| \| |
|  |                                                                                       |
|  | Kosmoceratops richardsoni                                                             |
|  |                                                                                       |
|  | Vagaceratops irvinensis                                                               |
|  |                                                                                       |

|  | Kosmoceratops richardsoni |
|  |                           |
|  | Vagaceratops irvinensis   |
|  |                           |

|  | Spiclypeus shipporum                                                                  |
|  |                                                                                       |
|  | \| \| Kosmoceratops richardsoni \| \| \| \| \| \| Vagaceratops irvinensis \| \| \| \| |
|  |                                                                                       |
|  | Kosmoceratops richardsoni                                                             |
|  |                                                                                       |
|  | Vagaceratops irvinensis                                                               |
|  |                                                                                       |

|  | Kosmoceratops richardsoni |
|  |                           |
|  | Vagaceratops irvinensis   |
|  |                           |

|  | Spiclypeus shipporum                                                                  |
|  |                                                                                       |
|  | \| \| Kosmoceratops richardsoni \| \| \| \| \| \| Vagaceratops irvinensis \| \| \| \| |
|  |                                                                                       |
|  | Kosmoceratops richardsoni                                                             |
|  |                                                                                       |
|  | Vagaceratops irvinensis                                                               |
|  |                                                                                       |

|  | Kosmoceratops richardsoni |
|  |                           |
|  | Vagaceratops irvinensis   |
|  |                           |

|  | Mojoceratops perifania                                                       |
|  |                                                                              |
|  | \| \| Chasmosaurus belli \| \| \| \| \| \| Chasmosaurus russelli \| \| \| \| |
|  |                                                                              |
|  | Chasmosaurus belli                                                           |
|  |                                                                              |
|  | Chasmosaurus russelli                                                        |
|  |                                                                              |

|  | Chasmosaurus belli    |
|  |                       |
|  | Chasmosaurus russelli |
|  |                       |

|  | Mojoceratops perifania                                                       |
|  |                                                                              |
|  | \| \| Chasmosaurus belli \| \| \| \| \| \| Chasmosaurus russelli \| \| \| \| |
|  |                                                                              |
|  | Chasmosaurus belli                                                           |
|  |                                                                              |
|  | Chasmosaurus russelli                                                        |
|  |                                                                              |

|  | Chasmosaurus belli    |
|  |                       |
|  | Chasmosaurus russelli |
|  |                       |

|  | Spiclypeus shipporum                                                                  |
|  |                                                                                       |
|  | \| \| Kosmoceratops richardsoni \| \| \| \| \| \| Vagaceratops irvinensis \| \| \| \| |
|  |                                                                                       |
|  | Kosmoceratops richardsoni                                                             |
|  |                                                                                       |
|  | Vagaceratops irvinensis                                                               |
|  |                                                                                       |

|  | Kosmoceratops richardsoni |
|  |                           |
|  | Vagaceratops irvinensis   |
|  |                           |

|  | Spiclypeus shipporum                                                                  |
|  |                                                                                       |
|  | \| \| Kosmoceratops richardsoni \| \| \| \| \| \| Vagaceratops irvinensis \| \| \| \| |
|  |                                                                                       |
|  | Kosmoceratops richardsoni                                                             |
|  |                                                                                       |
|  | Vagaceratops irvinensis                                                               |
|  |                                                                                       |

|  | Kosmoceratops richardsoni |
|  |                           |
|  | Vagaceratops irvinensis   |
|  |                           |

|  | Spiclypeus shipporum                                                                  |
|  |                                                                                       |
|  | \| \| Kosmoceratops richardsoni \| \| \| \| \| \| Vagaceratops irvinensis \| \| \| \| |
|  |                                                                                       |
|  | Kosmoceratops richardsoni                                                             |
|  |                                                                                       |
|  | Vagaceratops irvinensis                                                               |
|  |                                                                                       |

|  | Kosmoceratops richardsoni |
|  |                           |
|  | Vagaceratops irvinensis   |
|  |                           |

|  | Spiclypeus shipporum                                                                  |
|  |                                                                                       |
|  | \| \| Kosmoceratops richardsoni \| \| \| \| \| \| Vagaceratops irvinensis \| \| \| \| |
|  |                                                                                       |
|  | Kosmoceratops richardsoni                                                             |
|  |                                                                                       |
|  | Vagaceratops irvinensis                                                               |
|  |                                                                                       |

|  | Kosmoceratops richardsoni |
|  |                           |
|  | Vagaceratops irvinensis   |
|  |                           |

|  | Mojoceratops perifania                                                       |
|  |                                                                              |
|  | \| \| Chasmosaurus belli \| \| \| \| \| \| Chasmosaurus russelli \| \| \| \| |
|  |                                                                              |
|  | Chasmosaurus belli                                                           |
|  |                                                                              |
|  | Chasmosaurus russelli                                                        |
|  |                                                                              |

|  | Chasmosaurus belli    |
|  |                       |
|  | Chasmosaurus russelli |
|  |                       |

|  | Mojoceratops perifania                                                       |
|  |                                                                              |
|  | \| \| Chasmosaurus belli \| \| \| \| \| \| Chasmosaurus russelli \| \| \| \| |
|  |                                                                              |
|  | Chasmosaurus belli                                                           |
|  |                                                                              |
|  | Chasmosaurus russelli                                                        |
|  |                                                                              |

|  | Chasmosaurus belli    |
|  |                       |
|  | Chasmosaurus russelli |
|  |                       |

|  | Anchiceratops ornatus                                                        |
|  |                                                                              |
|  | Regaliceratops peterhewsi                                                    |
|  |                                                                              |
|  | \| \| Arrhinoceratops brachyops \| \| \| \| \| \| Triceratopsini \| \| \| \| |
|  |                                                                              |
|  | Arrhinoceratops brachyops                                                    |
|  |                                                                              |
|  | Triceratopsini                                                               |
|  |                                                                              |

|  | Arrhinoceratops brachyops |
|  |                           |
|  | Triceratopsini            |
|  |                           |

Em 2020, Fowler e Fowler descreveram dois novos gêneros de casmossauríneos e sugeriram que a subfamília tinha uma profunda divisão evolutiva entre um clado contendo Chasmosaurus e seus parentes mais próximos, e Pentaceratops e seus parentes. Contrariamente a estudos anteriores e informado por seu novo sistema de numeração de epiossificação, Kosmoceratops foi considerado mais próximo de Chasmosaurus e, juntamente com Vagaceratops, representava os membros mais derivados e mais jovens dessa linhagem. De acordo com essa interpretação, Kosmoceratops evoluiu de Vagaceratops, que evoluiu de Chasmosaurus. Como eles descobriram que Vagaceratops provavelmente era o táxon irmão de Kosmoceratops, eles sugeriram que ele deveria ser mantido como um gênero distinto de Chasmosaurus, já que sua colocação provavelmente permaneceria instável até que os casmossauríneos fossem melhor compreendidos. Spiclypeus não foi avaliado em seu estudo, entre outros casmossauríneos recentemente nomeados.

## Paleobiologia

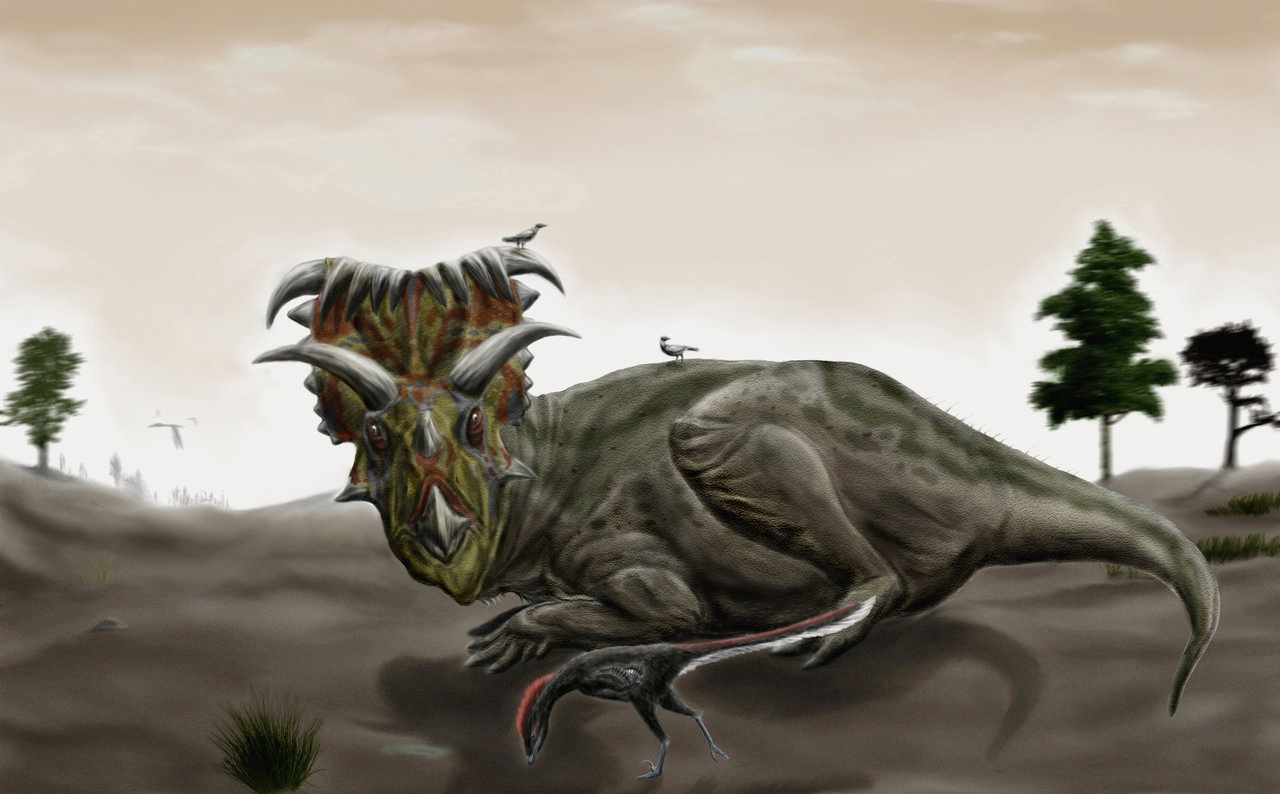
Um Kosmoceratops em repouso sendo perturbado pelo troodontídeo Talos

Em uma tese de mestrado de 2013 (resumida em um artigo publicado por diferentes autores em 2019), a paleontóloga Carolyn Gale Levitt estudou histologicamente os ossos longos de Kosmoceratops (fêmures do holótipo adulto e do subadulto ou adulto UMNH VP 21339 atribuído) e Utahceratops para examinar indicadores de crescimento e maturidade na microestrutura óssea (até então os únicos casmossauríneos já amostrados para isso). O tecido ósseo apresentava um alto número de osteócitos (células ósseas), bem como uma densa rede de vasos sanguíneos, incluindo canais vasculares radialmente orientados (canais sanguíneos que correm em direção ao interior do osso), indicando crescimento rápido e sustentado. Essas características também indicam que os ceratopsianos tinham um metabolismo elevado e eram endotérmicos homeotérmicos (ou "de sangue quente"), como aves e mamíferos modernos. Os ossos de Kosmoceratops e Utahceratops amostrados por Levitt não apresentaram evidências de linhas de crescimento interrompido (linhas de crescimento anuais) e, comparados aos ceratopsídeos Pachyrhinosaurus, Centrosaurus e Einiosaurus, mais ao norte, que apresentavam linhas de crescimento, isso pode indicar que o crescimento ósseo reagiu ao clima e que Kosmoceratops e Utahceratops conseguiram sustentar seu crescimento ao longo do ano devido ao clima mais equitativo do sul. A ausência de linhas de crescimento também significa que as idades individuais dos espécimes de Kosmoceratops e Utahceratops não podem ser estimadas, mas Levitt determinou que os espécimes de Kosmoceratops examinados eram de subadultos a adultos, descartando a alegação de Fowler e colegas, em 2011, de que representavam Vagaceratops imaturos. Ela também determinou que os maiores Kosmoceratops e Utahceratops eram adultos e, portanto, descartou que um fosse o juvenil do outro.
Em uma tese de mestrado de 2017, a paleontóloga Nicole Marie Ridgwell descreveu dois coprólitos (esterco fossilizado) da Formação Kaiparowits que, devido ao seu tamanho, podem ter sido produzidos por um membro de um dos três grupos de dinossauros herbívoros conhecidos da formação: ceratopsianos (incluindo Kosmoceratops), hadrossauros ou anquilossauros (o mais raro dos três grupos). Os coprólitos continham fragmentos de madeira de angiospermas (o que indica uma dieta de folhas lenhosas); Embora houvesse pouca evidência anterior de dinossauros consumindo angiospermas, esses coprólitos mostraram que os dinossauros se adaptaram a se alimentar deles (eles só se tornaram comuns no Cretáceo Inferior, diversificando-se no Cretáceo Superior). Os coprólitos também continham traços de concha de molusco, cutícula de artrópode e osso de lagarto que podem ter sido ingeridos junto com o material vegetal. Eles foram encontrados perto de outros coprólitos herbívoros que continham madeira de coníferas. Ridgwell apontou que as anatomias dentárias de ceratopsianos e hadrossauros (com baterias dentárias compostas por dentes continuamente substituídos) eram adaptadas para processar grandes quantidades de plantas fibrosas. As diferentes dietas representadas pelos coprólitos podem indicar a partição de nicho entre os herbívoros do ecossistema da Formação Kaiparowits, ou que havia variação sazonal na dieta.

### Função da ornamentação do crânio

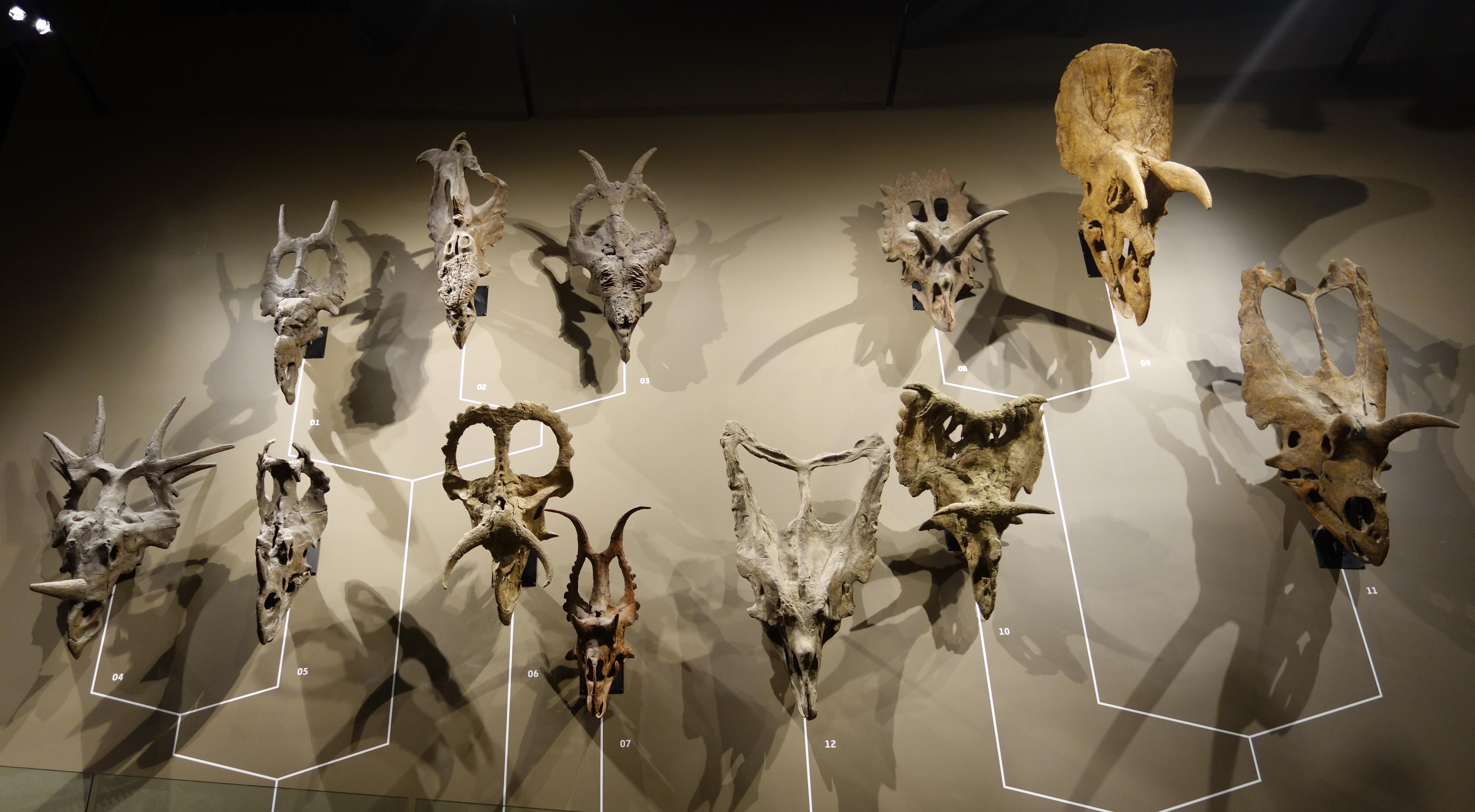
Moldes de crânios de Ceratopsídeo posicionados em uma árvore filogenética; Kosmoceratops está localizado no meio à direita (10).

As possíveis funções dos chifres e folhos dos ceratopsianos têm sido debatidas, incluindo o combate a predadores, reconhecimento intraespécie e controle de temperatura, embora a hipótese dominante envolva o aumento do sucesso reprodutivo. Em um comunicado à imprensa de 2010, apresentando Kosmoceratops, Utahceratops e Vagaceratops, Sampson afirmou que a maioria dessas "características bizarras" não teriam sido armas suficientes contra predadores, mas teriam sido usadas para intimidar ou lutar contra rivais do mesmo sexo e atrair indivíduos do sexo oposto. Em 2011, os paleontólogos Kevin Padian e John R. Horner propuseram que "estruturas bizarras" em dinossauros (incluindo chifres, folhos, domos e cristas) eram usadas principalmente para reconhecimento de espécies (para diferenciar entre espécies simpátricas; espécies relacionadas que viveram na mesma área ao mesmo tempo), e rejeitaram outras explicações por não serem apoiadas por evidências. Eles notaram que muitos ceratopsianos grandes tinham aberturas em seus folhos, tornando-os pouco úteis na defesa, e que a grande variedade de tamanho e orientação de seus chifres não tinha uma função óbvia em combate. Eles também apontaram que há pouca evidência de dimorfismo sexual em ceratopsianos. Respondendo a Padian e Horner no mesmo ano, os paleontólogos Rob J. Knell e Sampson argumentaram que, embora o reconhecimento de espécies pudesse ter sido uma função secundária de "estruturas bizarras", a seleção sexual (usada em exibições ou combates para competir por parceiros) era uma explicação mais provável devido ao alto custo de desenvolvê-las e como pareciam ser altamente variáveis dentro das espécies. Eles também apontaram que a falta de dimorfismo sexual não impede o uso de chifres na competição por parceiros; bovinos machos usam seus chifres para esse propósito, enquanto as fêmeas os usam principalmente para defesa e, secundariamente, para seleção sexual.

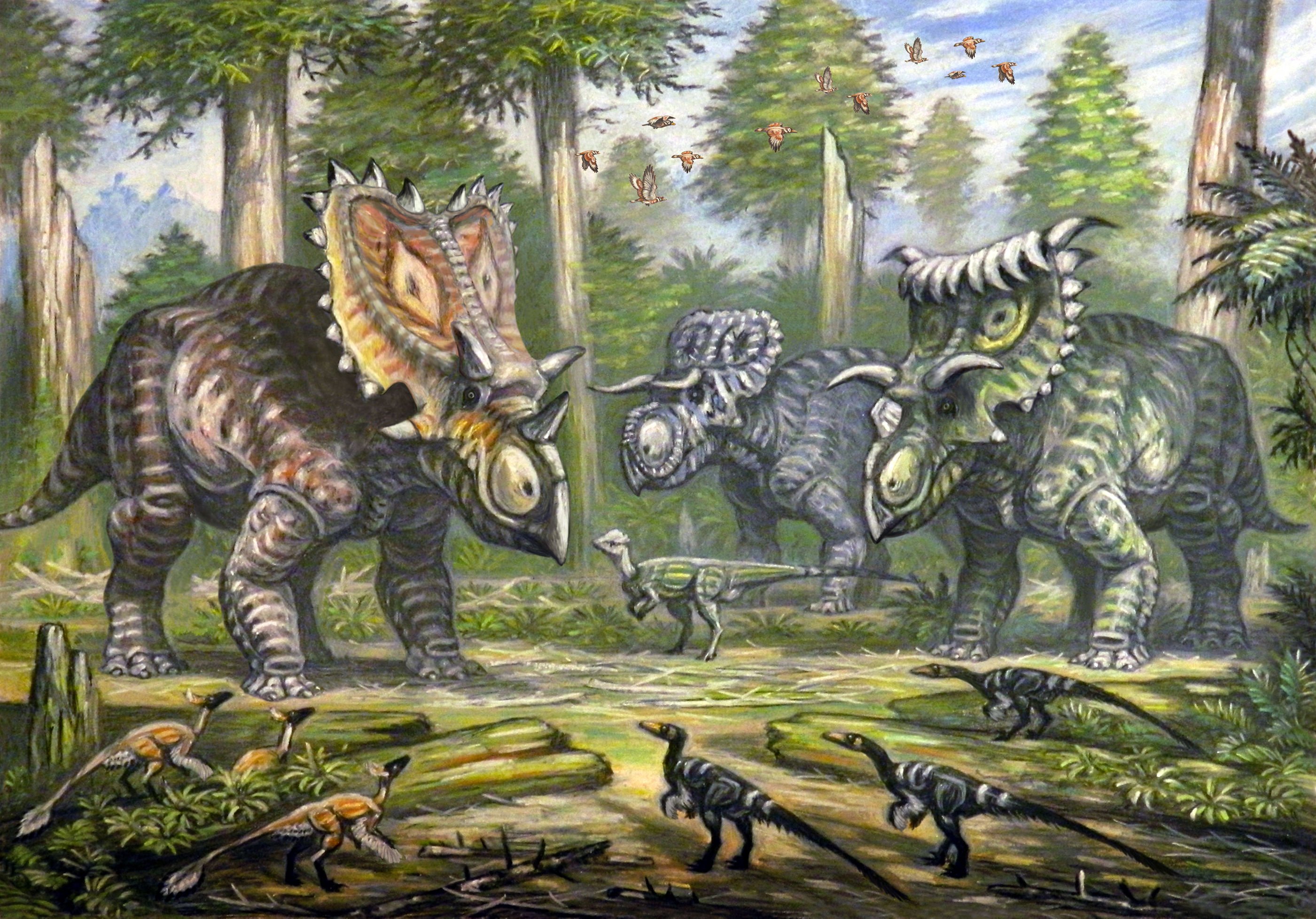
Três ceratopsídeos da Formação Kaiparowits: Utahceratops, Nasutoceratops e Kosmoceratops

Em 2013, os paleontólogos David E. Hone e Darren Naish criticaram a "hipótese das espécies", argumentando que nenhum animal existente utiliza tais estruturas principalmente para reconhecimento de espécies e que Padian e Horner ignoraram a possibilidade de seleção sexual mútua (onde ambos os sexos são ornamentados). Eles observaram que, se o propósito principal das estruturas fosse o reconhecimento de espécies, elas teriam diferido no formato de uma única estrutura, pois estruturas adicionais seriam redundantes, com custo adicional. Ceratopsianos, por exemplo, possuíam chifre nasal elaborado, chifre da testa, bossa jugal, linha média do folho e características da borda do folho, bem como diferenças no tamanho e nas proporções do corpo, enquanto a ausência ou presença de um único chifre teria sido suficiente para diferenciar espécies simpátricas. Em 2018, o paleontólogo Andrew Knapp e colegas examinaram se as características ornamentais divergentes dos ceratopsianos estavam correlacionadas com a simpatricidade entre duas ou mais espécies, como seria previsto pela "hipótese do reconhecimento de espécies". Eles descobriram que os padrões de exibição divergiam amplamente no geral, enquanto os das espécies simpátricas não diferiam significativamente dos das espécies não simpátricas, concluindo que a hipótese não tinha suporte estatístico entre os ceratopsianos.
Em 2015, o biólogo Pasquale Raia e colegas examinaram o aumento evolutivo na complexidade e no tamanho de ornamentos animais (como cristas, chifres e presas) ao longo do tempo, usando amonites, veados e ceratopsídeos como exemplos. A complexidade do folho em ceratopsídeos pareceu ter aumentado em espécies mais recentes, e Kosmoceratops apresentou os maiores valores de dimensões fractais na margem do folho do pescoço (seguido por Styracosaurus, Diabloceratops e Centrosaurus). Os autores descobriram que a complexidade dos ornamentos aumentou com o tamanho do corpo, sugerindo que a evolução da complexidade dos ornamentos foi um subproduto da regra de Cope (que postula que as linhagens populacionais tendem a aumentar o tamanho do corpo ao longo do tempo evolutivo). Eles argumentaram que, embora o tamanho da maioria dos ornamentos possa ser controlado pela seleção sexual (e se eles são usados para escolher parceiros, competição ou ambos), isso não influencia a complexidade e a forma, concluindo que é provavelmente o tamanho, e não a forma dos ornamentos, que é influenciado pela seleção sexual.